# Франция на летних Олимпийских играх 2016
Франция на летних Олимпийских играх 2016 года была представлена 395 спортсменами в 27 видах спорта. Знаменосцем сборной Франции, как на церемонии открытия Игр, так и на церемонии закрытия стал олимпийский чемпион 2012 года дзюдоист Тедди Ринер, который в Рио-де-Жанейро смог защитить свой титул, завоевав золотую медаль в категории свыше 100 кг. По итогам соревнований на счету французских спортсменов было 10 золотых, 18 серебряных и 14 бронзовых медалей, что позволило сборной Франции занять 7-е место в неофициальном медальном зачёте.

## Медали
| Золото  | |                                                               |            |
| №       | Спортсмены | Вид спорта (дисциплина)                                       | Дата       |
| 1       | Дени Гарго Шаню | Гребля на байдарках и каноэ (гребной слалом, C-1, мужчины)    | 9 августа  |
| 2       | Карим Флоран Лагуаг Матьё Лемуан Астье Николя Тибо Валлетт | Конный спорт (командное троеборье)                            | 9 августа  |
| 3       | Жереми Азу Пьер Уэн | Академическая гребля (двойки парные, лёгкий вес, мужчины)     | 12 августа |
| 4       | Тедди Ринер | Дзюдо (свыше 100 кг, мужчины)                                 | 12 августа |
| 5       | Эмили Андеоль | Дзюдо (свыше 78 кг, женщины)                                  | 12 августа |
| 6       | Шарлин Пикон | Парусный спорт (RS:X, женщины)                                | 14 августа |
| 7       | Янник Борель Готье Грюмье Даниэль Жеран Жан-Мишель Люсне | Фехтование (командная шпага, мужчины)                         | 14 августа |
| 8       | Роже-Ив Бост Пенелопа Лепрево Филипп Розье Кевин Сто | Конный спорт (командный конкур)                               | 17 августа |
| 9       | Эстель Моссели | Бокс (до 60 кг, женщины)                                      | 19 августа |
| 10      | Тони Йока | Бокс (свыше 91 кг, мужчины)                                   | 21 августа |
| Серебро | |                                                               |            |
| №       | Спортсмены | Вид спорта (дисциплина)                                       | Дата       |
| 1       | Фабьен Жило Флоран Маноду Вильям Менар Мехди Метелла Клеман Миньон Жереми Стравьюс | Плавание (4×100 метров вольным стилем, мужчины)               | 7 августа  |
| 2       | Кларисс Агбеньену | Дзюдо (до 63 кг, женщины)                                     | 9 августа  |
| 3       | Астье Николя | Конный спорт (личное троеборье)                               | 9 августа  |
| 4       | Одри Чёмео | Дзюдо (до 78 кг, женщины)                                     | 11 августа |
| 5       | Флоран Маноду | Плавание (50 метров вольным стилем, мужчины)                  | 12 августа |
| 6       | Жан-Шарль Валладон | Стрельба из лука (индивидуальное первенство, мужчины)         | 12 августа |
| 7       | Жереми Кадо Эрванн Ле Пешу Энцо Лефор Жан-Поль Тони Элиссе | Фехтование (командная рапира, мужчины)                        | 12 августа |
| 8       | Жан Кикампуа | Стрельба (скорострельный пистолет, 25 метров, мужчины)        | 13 августа |
| 9       | Рено Лавиллени | Лёгкая атлетика (прыжки с шестом, мужчины)                    | 15 августа |
| 10      | Софьян Умиа | Бокс (до 60 кг, мужчины)                                      | 16 августа |
| 11      | Мелина Робер-Мишон | Лёгкая атлетика (метание диска, женщины)                      | 16 августа |
| 12      | Кевин Майер | Лёгкая атлетика (десятиборье, мужчины)                        | 18 августа |
| 13      | Элоди Клувель | Современное пятиборье (личное первенство, женщины)            | 19 августа |
| 14      | Аби Ньяр | Тхэквондо (до 67 кг, женщины)                                 | 19 августа |
| 15      | Сара Урамун | Бокс (до 51 кг, женщины)                                      | 20 августа |
| 16      | Женская сборная по гандболу Камиль Айлон Клоэ Бюллё Тамара Горачек Лора Глозер Бландин Дансет Сираба Дембеле Грас Заади Александра Лакрабер Лориса Ландр Амандин Лейно Эстель Нзе Минко Ньонсиан Ниомбла Алисон Пино Мари Прувенсье Манон Уэтт Беатрис Эдвиж | Гандбол (женщины)                                             | 20 августа |
| 17      | Максим Бомон | Гребля на байдарках и каноэ (K-1, 200 метров, мужчины)        | 20 августа |
| 18      | Мужская сборная по гандболу Люк Абало Мишель Гигу Матьё Гребилль Адриан Дипанда Венсан Жерар Люка Карабатич Никола Карабатич Кантен Мае Даниэль Нарсисс Тимоти Н’Гуэссан Оливье Ниокас Тьерри Омейе Валентен Порт Седрик Сорендо Людовик Фабрегас            | Гандбол (мужчины)                                             | 21 августа |
| Бронза  | |                                                               |            |
| №       | Спортсмены | Вид спорта (дисциплина)                                       | Дата       |
| 1       | Готье Грюмье | Фехтование (индивидуальная шпага, мужчины)                    | 9 августа  |
| 2       | Франк Сольфорози Тома Барух Гийом Рено Тибо Колар | Академическая гребля (четвёрки, лёгкий вес, мужчины)          | 11 августа |
| 3       | Грегори Боже Микаэль Д’Альмейда Франсуа Первис | Велоспорт (командный спринт, мужчины)                         | 11 августа |
| 4       | Готье Клаусс Маттьё Пеше | Гребля на байдарках и каноэ (гребной слалом, C-2, мужчины)    | 11 августа |
| 5       | Сириль Маре | Дзюдо (до 100 кг, мужчины)                                    | 11 августа |
| 6       | Пьер Ле Кок | Парусный спорт (RS:X, мужчины)                                | 14 августа |
| 7       | Алексис Рено | Стрельба (винтовка из трёх положений, 50 метров, мужчины)     | 14 августа |
| 8       | Сулейман Сиссоко | Бокс (до 69 кг, мужчины)                                      | 15 августа |
| 9       | Матьё Бодерлик | Бокс (до 81 кг, мужчины)                                      | 16 августа |
| 10      | Димитри Баску | Лёгкая атлетика (бег на 110 метров с барьерами, мужчины)      | 16 августа |
| 11      | Марк-Антуан Оливье | Плавание (открытая вода, 10 км, мужчины)                      | 16 августа |
| 12      | Махидин Мехисси-Бенаббад | Лёгкая атлетика (бег на 3000 метров с препятствиями, мужчины) | 17 августа |
| 13      | Кристоф Леметр | Лёгкая атлетика (бег на 200 метров, мужчины)                  | 18 августа |
| 14      | Камиль Лекуэнтр Элен Дефранс | Парусный спорт (470, женщины)                                 | 18 августа |

## Состав сборной
Академическая гребля
1. Жереми Азу
2. Маттьё Андродиас
3. Тома Барух
4. Юго Бушрон
5. Тибо Колар
6. Бенжамен Ланг
7. Микаэль Марто
8. Дориан Мортелетт
9. Валентен Онфруа
10. Теофиль Онфруа
11. Гийом Рено
12. Франк Сольфорози
13. Пьер Уэн
14. Жермен Шарден
15. Ноэми Кобер
16. Мари Ле Непву
17. Элен Лефевр
18. Элоди Равера

 Бадминтон
1. Брис Левердес
2. Дельфин Лансак

 Баскетбол
1. Николя Батюм
2. Руди Гобер
3. Нандо де Коло
4. Антуан Дьо
5. Борис Дьяо
6. Микаэль Желабаль
7. Жоффре Ловернь
8. Шарль Ломбае-Кауди
9. Тони Паркер
10. Флоран Пьетрюс
11. Ким Тилли
12. Тома Эртель
13. Мариэль Аман
14. Амель Будерра
15. Сандрин Груда
16. Марин Жоаннес
17. Летиция Камба
18. Эндене Мийем
19. Сара Мишель
20. Хелена Сиак
21. Гаэль Скрела
22. Оливия Эпупа
23. Валериан Ээи
24. Изабель Якубу

 Бокс
1. Хассан Амзиле
2. Матьё Бодерлик
3. Тони Йока
4. Эли Конки
5. Кристиан Мбилли Ассомо
6. Поль Омба Бионголо
7. Сулейман Сиссоко
8. Софьян Умиа
9. Эстель Моссели
10. Сара Урамуне

 Борьба
Вольная борьба
1. Зелимхан Хаджиев
2. Синтия Вескан

Велоспорт
 Шоссейный велоспорт
1. Жюлиан Алафилипп
2. Уоррен Баргиль
3. Ромен Барде
4. Алекси Вийермо
5. Одри Кордон
6. Полин Ферран-Прево[3]

 Трековый велоспорт
1. Грегори Боже
2. Тома Буда
3. Микаэль Д’Альмейда
4. Франсуа Первис
5. Лори Бертон
6. Санди Клер
7. Виржини Кюэфф

 Маунтинбайк
1. Жюльен Абсалон
2. Виктор Корецкий
3. Максим Маротт
4. Перрин Клозель
5. Полин Ферран-Прево[3]

 BMX
1. Жорис Доде
2. Амиду Мир
3. Жереми Ранкюрель
4. Манон Валентино

 Водное поло
1. Ромен Блари
2. Реми Гарсо
3. Михал Иждиньский
4. Александар Камараса
5. Игор Ковачевич
6. Юго Круссиля
7. Мехди Марзуки
8. Жонатан Мориаме
9. Матьё Пессон
10. Тибо Симон
11. Реми Содадье
12. Петар Томашевич
13. Энцо Хас

 Волейбол
1. Женя Гребенников
2. Тревор Клевено
3. Франк Лафитт
4. Николя Ле Гофф
5. Кевин Ле Ру
6. Николя Марешаль
7. Эрвин Нгапет
8. Пьер Пюжоль
9. Тибо Россар
10. Антонен Рузье
11. Кевин Тийи
12. Бенжамен Тоньютти

 Гандбол
1. Люк Абало
2. Мишель Гигу
3. Матьё Гребилль
4. Адриан Дипанда
5. Венсан Жерар
6. Люка Карабатич
7. Никола Карабатич
8. Кантен Мае
9. Даниэль Нарсисс
10. Тимоти Н’Гуэссан
11. Оливье Ниокас
12. Тьерри Омейе
13. Валентен Порт
14. Седрик Сорендо
15. Людовик Фабрегас
16. Клоэ Буйё
17. Тамара Горачек
18. Лора Глозер
19. Бландин Дансет
20. Сираба Дембеле
21. Грас Заади
22. Александра Лакрабер
23. Лориса Ландр
24. Амандин Лейно
25. Эстель Нзе Минко
26. Ньонсиан Ниомбла
27. Алисон Пино
28. Мари Прувенсье
29. Манон Уэтт
30. Камиль Эглон
31. Беатрис Эдвиж

 Гольф
1. Грегори Бурди
2. Жюльен Кен
3. Карин Ишер
4. Гвладис Носера

Гребля на байдарках и каноэ
 Гребля на гладкой воде
1. Адриан Бар
2. Максим Бомон
3. Себастьян Жув
4. Сирилл Карре
5. Тома Симар
6. Эттьен Юбер
7. Арно Юбуа
8. Сара Гуйо
9. Леа Жамело
10. Амандин Лот
11. Манон Остенс
12. Сара Троэль

 Гребной слалом
1. Дени Гарго Шаню
2. Готье Клаусс
3. Себастьен Комбо
4. Маттьё Пеше
5. Мари-Зелья Лафон

 Дзюдо
1. Килиан ле Блук
2. Пьер Дюпрат
3. Александр Иддир
4. Сириль Маре
5. Лоик Пьетри
6. Тедди Ринер
7. Валид Хяр
8. Кларисс Агбеньену
9. Эмили Андеоль
10. Присцилла Ньето
11. Отон Павья
12. Летиция Пайе
13. Одри Чёмео
14. Жевриз Эман

 Конный спорт
1. Людовик Анри
2. Роже-Ив Бост
3. Тибо Валлетт
4. Пьерр Волла
5. Карим Флоран Лагуаг
6. Матьё Лемуан
7. Астье Никола
8. Филипп Розье
9. Кевин Сто
10. Стефани Брёссель
11. Пенелопа Лепрево
12. Карен Тебар

 Лёгкая атлетика
1. Мамаду Кассе Анн
2. Маме-Ибра Анне
3. Тедди Атьен-Венель
4. Димитри Баску
5. Вийем Белосян
6. Пьер-Амбруаз Босс
7. Джимми Вико
8. Кафетьян Гоми
9. Стэнли Джозеф
10. Йоанн Дини
11. Стюарт Дутамби
12. Тома Жордье
13. Микаэль-Меба Зезе
14. Кевин Кампьон
15. Бенжамен Компаоре
16. Харольд Корреа
17. Флориан Карвалью
18. Йоанн Коваль
19. Рено Лавиллени
20. Кристоф Леметр
21. Кевин Майер
22. Паскаль Мартино-Лагард
23. Кевин Менальдо
24. Махидин Мехисси-Бенаббад
25. Бастьен Озей
26. Марвин Рене
27. Стелла Акакпо
28. Фара Анашарсис
29. Матильд Андро
30. Ванесса Бослак
31. Синди Бийо
32. Мари Гайо
33. Дженнифер Гале
34. Сандра Гоми
35. Флориан Гнафуа
36. Флория Гуэй
37. Антуанетта Нана Джиму
38. Селин Дистель-Боне
39. Кристель Доне
40. Жанин Ассани Иссуф
41. Ренель Лямот
42. Эмили Менуэ
43. Брижит Нтиамоа
44. Полин Пусс
45. Мелина Робер-Мишон
46. Александра Тавернье
47. Жюстин Федроник

 Настольный теннис
1. Симон Гози
2. Эммануэль Лебессон
3. Тристан Флор
4. Ли Сюэ

 Парусный спорт
1. Жан-Батист Берназ
2. Билли Бессон
3. Софьян Буве
4. Ноэ Дельпеш
5. Жульен д’Ортоли
6. Пьер Ле Кок
7. Жонатан Лобер
8. Жереми Мион
9. Элен Дефранс[англ.]
10. Матильде де Керанга
11. Оде Компан
12. Камиль Лекуантр
13. Шарлин Пикон
14. Мари Риу
15. Сара Стеяр

 Плавание
1. Янник Аньель
2. Фредерик Буске
3. Лори Бурелли
4. Тео Буссье
5. Николас Д’Ориано
6. Фабьен Жило
7. Дамьен Жоли
8. Жордан Коэлью
9. Камиль Лакур
10. Грегори Малле
11. Флоран Маноду
12. Вильям Менар
13. Мехди Метелла
14. Клеман Миньон
15. Марк-Антуан Оливье
16. Жордан Потен
17. Жереми Стравьюс
18. Хлоэ Аш
19. Корали Балми
20. Шарлотта Бонне
21. Мари Ваттель
22. Бериль Гастальделло
23. Лара Гранжон
24. Фанни Деберг
25. Фантин Лесафр
26. Орели Мюллер
27. Анна Сантаман
28. Матильде Сини
29. Марго Фабр
30. Мелани Энрике

 Прыжки в воду
1. Бенжамен Оффре
2. Маттьё Россе
3. Лора Марино

 Прыжки на батуте
1. Квота 1
2. Квота 2

 Регби-7
1. Квота 1
2. Квота 2
3. Квота 3
4. Квота 4
5. Квота 5
6. Квота 6
7. Квота 7
8. Квота 8
9. Квота 9
10. Квота 10
11. Квота 11
12. Квота 12
13. Квота 13
14. Квота 14
15. Квота 15
16. Квота 16
17. Квота 17
18. Квота 18
19. Квота 19
20. Квота 20
21. Квота 21
22. Квота 22
23. Квота 23
24. Квота 24

 Синхронное плавание
1. Марго Кретьян
2. Лора Оже

 Современное пятиборье
1. Валентин Бело
2. Валентин Прадес
3. Элоди Клувель

 Спортивная гимнастика
1. Жюльен Гобо
2. Аксель Ожис
3. Данни Родригес
4. Самир Аит Саид
5. Сириль Томмазон
6. Марин Бойе
7. Марин Бреве
8. Луиза Ванхиль
9. Лоан Ис
10. Ореан Лешено

 Стрельба
1. Сириль Графф
2. Эрик Делоне
3. Жан Кикампуа
4. Жереми Монье
5. Алексис Рено
6. Валерьян Совеплан
7. Антони Терра
8. Лоренс Бриз
9. Селин Гобервиль
10. Матильде Ламоль
11. Стефани Тироде

 Стрельба из лука
1. Жан-Шарль Валладон
2. Лукас Даниель
3. Пьер Плион

 Теннис
1. Бенуа Пер
2. Николя Маю
3. Гаэль Монфис
4. Жиль Симон
5. Жо-Вильфрид Тсонга
6. Пьер-Юг Эрбер
7. Каролин Гарсия
8. Ализе Корне
9. Кристина Младенович

 Триатлон
1. Дорьян Конинкс
2. Пьер Ле Кор
3. Винсен Луис
4. Эмми Шарейрон

 Тхэквондо
1. Квота 1
2. Квота 2
3. Квота 3
4. Квота 4

 Тяжёлая атлетика
1. Квота 1
2. Квота 2
3. Квота 3
4. Квота 4

 Фехтование
1. Венсан Анстет
2. Янник Борель
3. Готье Грюмье
4. Даниэль Жеран
5. Жереми Кадо
6. Эрванн Ле Пешу
7. Энцо Лефор
8. Сесилия Бердер
9. Манон Брюне
10. Астрид Гюйар
11. Мари-Флоренс Кандассами
12. Шарлотта Лембах
13. Орьян Малло
14. Лоран Ремби
15. Изаора Тибюс

 Футбол
1. Квота 1
2. Квота 2
3. Квота 3
4. Квота 4
5. Квота 5
6. Квота 6
7. Квота 7
8. Квота 8
9. Квота 9
10. Квота 10
11. Квота 11
12. Квота 12
13. Квота 13
14. Квота 14
15. Квота 15
16. Квота 16
17. Квота 17
18. Квота 18

 Художественная гимнастика
1. Ксения Мустафаева

Примечания
1. ↑  Rio 2016 Opening Ceremony - Flag Bearers. Дата обращения: 22 августа 2019. Архивировано 16 августа 2016 года.
2. ↑  Rio 2016 Closing Ceremony - Flag Bearers. Дата обращения: 22 августа 2019. Архивировано 29 ноября 2016 года.
3. 1 2  Полин Ферран-Прево выступала и в шоссейных гонках, и в маунтинбайке

## Результаты соревнований

### Академическая гребля
В следующий раунд из каждого заезда проходят несколько лучших экипажей (в зависимости от дисциплины). В отборочный заезд попадают спортсмены, выбывшие в предварительном раунде. В финал A выходят 6 сильнейших экипажей, остальные разыгрывают места в утешительных финалах B-F.
Мужчины
| Соревнование              | Спортсмены                                                 | Предварительный заезд | Предварительный заезд | Предварительный заезд | Отборочный заезд | Отборочный заезд | Отборочный заезд | Четвертьфинал | Четвертьфинал | Четвертьфинал | Полуфинал     | Полуфинал     | Полуфинал     | Финал   | Финал   | Итоговое место |
| Соревнование              | Спортсмены                                                 | Заезд                 | Время                 | Место                 | Заезд            | Время            | Место            | Заезд         | Время         | Место         | Заезд         | Время         | Место         | Время   | Место   | Итоговое место |
| ------------------------- | ---------------------------------------------------------- | --------------------- | --------------------- | --------------------- | ---------------- | ---------------- | ---------------- | ------------- | ------------- | ------------- | ------------- | ------------- | ------------- | ------- | ------- | -------------- |
| двойки                    | Жермен Шарден Дориан Мортелетт                             | 2                     | 6:42,00               | 1 Q                   | не участвовали   | не участвовали   | не участвовали   | не проводится | не проводится | не проводится | 1             | 6:26,10       | 3 Q           | Финал A | Финал A | 5              |
| двойки                    | Жермен Шарден Дориан Мортелетт                             | 2                     | 6:42,00               | 1 Q                   | не участвовали   | не участвовали   | не участвовали   | не проводится | не проводится | не проводится | 1             | 6:26,10       | 3 Q           | 7:09,91 | 5       | 5              |
| двойки парные             | Юго Бушрон Маттьё Андродиас                                | 3                     | 6:33,03               | 2 Q                   | не участвовали   | не участвовали   | не участвовали   | не проводится | не проводится | не проводится | 2             | 6:16,15       | 3 QA          | Финал A | Финал A | 6              |
| двойки парные             | Юго Бушрон Маттьё Андродиас                                | 3                     | 6:33,03               | 2 Q                   | не участвовали   | не участвовали   | не участвовали   | не проводится | не проводится | не проводится | 2             | 6:16,15       | 3 QA          | 7:02,06 | 6       | 6              |
| двойки парные, лёгкий вес | Пьер Уэн Жереми Азу                                        | 3                     | 6:24,62               | 1 Q                   | не участвовали   | не участвовали   | не участвовали   | не проводится | не проводится | не проводится | Полуфинал A/B | Полуфинал A/B | Полуфинал A/B | Финал   | Финал   |                |
| двойки парные, лёгкий вес | Пьер Уэн Жереми Азу                                        | 3                     | 6:24,62               | 1 Q                   | не участвовали   | не участвовали   | не участвовали   | не проводится | не проводится | не проводится |               |               |               |         |         |                |
| четвёрки                  | Бенжамен Ланг Микаэль Марто Валентен Онфруа Теофиль Онфруа | 3                     | 6:00,72               | 3 Q                   | не участвовали   | не участвовали   | не участвовали   | не проводится | не проводится | не проводится |               |               |               | Финал   | Финал   |                |
| четвёрки                  | Бенжамен Ланг Микаэль Марто Валентен Онфруа Теофиль Онфруа | 3                     | 6:00,72               | 3 Q                   | не участвовали   | не участвовали   | не участвовали   | не проводится | не проводится | не проводится |               |               |               |         |         |                |
| четвёрки, лёгкий вес      | Франк Сольфорози Тома Барух Гийом Рено Тибо Колар          | 1                     | 6:07,31               | 4                     | 1                | 6:01,18          | 1 Q              | не проводится | не проводится | не проводится | 1             | 6:07,32       | 2 QA          | Финал A | Финал A |                |
| четвёрки, лёгкий вес      | Франк Сольфорози Тома Барух Гийом Рено Тибо Колар          | 1                     | 6:07,31               | 4                     | 1                | 6:01,18          | 1 Q              | не проводится | не проводится | не проводится | 1             | 6:07,32       | 2 QA          |         |         |                |

Женщины
| Соревнование  | Спортсмены                | Предварительный заезд | Предварительный заезд | Предварительный заезд | Отборочный заезд | Отборочный заезд | Отборочный заезд | Четвертьфинал | Четвертьфинал | Четвертьфинал | Полуфинал | Полуфинал | Полуфинал | Финал   | Финал   | Итоговое место |
| Соревнование  | Спортсмены                | Заезд                 | Время                 | Место                 | Заезд            | Время            | Место            | Заезд         | Время         | Место         | Заезд     | Время     | Место     | Время   | Место   | Итоговое место |
| ------------- | ------------------------- | --------------------- | --------------------- | --------------------- | ---------------- | ---------------- | ---------------- | ------------- | ------------- | ------------- | --------- | --------- | --------- | ------- | ------- | -------------- |
| двойки        | Ноэми Кобер Мари Ле Непву | 2                     | 7:26,28               | 4                     | 1                | 7:59,44          | 3 Q              | не проводится | не проводится | не проводится |           |           |           | Финал   | Финал   |                |
| двойки        | Ноэми Кобер Мари Ле Непву | 2                     | 7:26,28               | 4                     | 1                | 7:59,44          | 3 Q              | не проводится | не проводится | не проводится |           |           |           |         |         |                |
| двойки парные | Элен Лефевр Элоди Равера  | 1                     | 7:05,65               | 3 Q                   | не участвовали   | не участвовали   | не участвовали   | не проводится | не проводится | не проводится | 2         | 6:54,34   | 3 Q       | Финал A | Финал A |                |
| двойки парные | Элен Лефевр Элоди Равера  | 1                     | 7:05,65               | 3 Q                   | не участвовали   | не участвовали   | не участвовали   | не проводится | не проводится | не проводится | 2         | 6:54,34   | 3 Q       |         |         |                |

### Бадминтон
Одиночный разряд
| Соревнование | Спортсмены     | Групповой этап | Групповой этап | Групповой этап | 1/8 финала | 1/4 финала | 1/2 финала | Финал | Итоговое место |
| Соревнование | Спортсмены     | 1 матч         | 2 матч         | Место          | 1/8 финала | 1/4 финала | 1/2 финала | Финал | Итоговое место |
| ------------ | -------------- | -------------- | -------------- | -------------- | ---------- | ---------- | ---------- | ----- | -------------- |
| мужчины      | Брис Левердес  | Группа         | Группа         | Группа         |            |            |            |       |                |
| мужчины      | Брис Левердес  |                |                |                |            |            |            |       |                |
| женщины      | Дельфин Лансак | Группа         | Группа         | Группа         |            |            |            |       |                |
| женщины      | Дельфин Лансак |                |                |                |            |            |            |       |                |

### Баскетбол

#### Мужчины
Мужская сборная Франции квалифицировалась на Игры, заняв первое место в олимпийском квалификационном турнире, который прошёл с 4 по 10 июля 2016 года.
| Номер     | Позиция   | Имя                | Дата рождения    | Рост, см  | Клуб              | Игры      | Очки      | Подборы   | Передачи  |
| Защитники | Защитники | Защитники          | Защитники        | Защитники | Защитники         | Защитники | Защитники | Защитники | Защитники |
| --------- | --------- | ------------------ | ---------------- | --------- | ----------------- | --------- | --------- | --------- | --------- |
| 4         | РЗ        | Тома Эртель        | 10 апреля 1989   | 188       | Анадолу Эфес      |           |           |           |           |
| 6         | З         | Антуан Дьо         | 17 января 1989   | 193       | Валенсия          |           |           |           |           |
| 9         | РЗ        | Тони Паркер        | 17 мая 1982      | 197       | Сан-Антонио Спёрс |           |           |           |           |
| 12        | З         | Нандо де Коло      | 23 июня 1987     | 196       | ЦСКА              |           |           |           |           |
| Форварды  |           |                    |                  |           |                   |           |           |           |           |
| 5         | ЛФ        | Николя Батюм       | 14 декабря 1988  | 203       | Шарлотт Хорнетс   |           |           |           |           |
| 8         | ЛФ        | Шарль Ломбаэ-Кауди | 19 июля 1986     | 197       | АСВЕЛ             |           |           |           |           |
| 11        | ТФ        | Флоран Пьетрюс     | 19 января 1981   | 201       | Нанси             |           |           |           |           |
| 13        | ТФ        | Борис Дьяо         | 16 апреля 1982   | 203       | Юта Джаз          |           |           |           |           |
| 15        | ЛФ        | Микаель Гелабале   | 7 октября 1987   | 201       | Ле-Ман            |           |           |           |           |
| Центровые |           |                    |                  |           |                   |           |           |           |           |
| 7         | Ф/Ц       | Жоффре Ловернь     | 30 сентября 1991 | 209       | Денвер Наггетс    |           |           |           |           |
| 16        | Ц         | Руди Гобер         | 26 июня 1992     | 216       | Юта Джаз          |           |           |           |           |
| 17        | Ц         | Ким Тилли          | 15 июля 1988     | 211       | Баскония          |           |           |           |           |

| Имя         | Гражданство | Дата рождения |
| ----------- | ----------- | ------------- |
| Венсан Койе | Франция     | 6 июня 1963   |

Результаты
Групповой этап (Группа A)
| Место | Команда   | И | В | П | ОЗ  | ОП  | +/-  | Очки |
| ----- | --------- | - | - | - | --- | --- | ---- | ---- |
| 1     | США       | 5 | 5 | 0 | 524 | 407 | +117 | 10   |
| 2     | Австралия | 5 | 4 | 1 | 444 | 368 | +76  | 9    |
| 3     | Франция   | 5 | 3 | 2 | 423 | 378 | +45  | 8    |
| 4     | Сербия    | 5 | 2 | 3 | 426 | 387 | +39  | 7    |
| 5     | Венесуэла | 5 | 1 | 4 | 315 | 444 | -129 | 6    |
| 6     | Китай     | 5 | 0 | 5 | 318 | 466 | -148 | 5    |

| 6 августа 2016 14:15 UTC−3 | Протокол | Австралия                  | 87:66    | Франция        | Кариока Арена, Рио-де-Жанейро Зрителей: 8719 Судьи: Кристиано Хесус Мараньо Стивен Андерсон Фердинанд Паскуаль |
| 6 августа 2016 14:15 UTC−3 | Протокол | 20:14, 16:19, 25:15, 26:18 |          |                | Кариока Арена, Рио-де-Жанейро Зрителей: 8719 Судьи: Кристиано Хесус Мараньо Стивен Андерсон Фердинанд Паскуаль |
| 6 августа 2016 14:15 UTC−3 | Протокол | Миллс 21                   | Очки     | Паркер 18      | Кариока Арена, Рио-де-Жанейро Зрителей: 8719 Судьи: Кристиано Хесус Мараньо Стивен Андерсон Фердинанд Паскуаль |
| 6 августа 2016 14:15 UTC−3 | Протокол | Бэйнс 8                    | Подборы  | Гобер 6        | Кариока Арена, Рио-де-Жанейро Зрителей: 8719 Судьи: Кристиано Хесус Мараньо Стивен Андерсон Фердинанд Паскуаль |
| 6 августа 2016 14:15 UTC−3 | Протокол | Деллаведова 10             | Передачи | Дьяо, Эртель 3 | Кариока Арена, Рио-де-Жанейро Зрителей: 8719 Судьи: Кристиано Хесус Мараньо Стивен Андерсон Фердинанд Паскуаль |

| 8 августа 2016 22:30 UTC−3 | Протокол | Франция                   | 88:60    | Китай        | Кариока Арена, Рио-де-Жанейро Зрителей: 6360 Судьи: Хуан Карлос Гарсия Луис Роберто Васкес Петр Пастусяк |
| 8 августа 2016 22:30 UTC−3 | Протокол | 19:14, 23:9, 22:22, 24:15 |          |              | Кариока Арена, Рио-де-Жанейро Зрителей: 6360 Судьи: Хуан Карлос Гарсия Луис Роберто Васкес Петр Пастусяк |
| 8 августа 2016 22:30 UTC−3 | Протокол | де Коло 19                | Очки     | И 19         | Кариока Арена, Рио-де-Жанейро Зрителей: 6360 Судьи: Хуан Карлос Гарсия Луис Роберто Васкес Петр Пастусяк |
| 8 августа 2016 22:30 UTC−3 | Протокол | Батюм 10                  | Подборы  | И 6          | Кариока Арена, Рио-де-Жанейро Зрителей: 6360 Судьи: Хуан Карлос Гарсия Луис Роберто Васкес Петр Пастусяк |
| 8 августа 2016 22:30 UTC−3 | Протокол | Паркер 8                  | Передачи | Го, Дин по 4 | Кариока Арена, Рио-де-Жанейро Зрителей: 6360 Судьи: Хуан Карлос Гарсия Луис Роберто Васкес Петр Пастусяк |

| 10 августа 2016 14:15 UTC−3 | Протокол | Сербия                     | 75:76    | Франция    | Кариока Арена, Рио-де-Жанейро Зрителей: 6901 Судьи: Борис Рыжик Стефан Себель Олег Латышев |
| 10 августа 2016 14:15 UTC−3 | Протокол | 17:26, 19:14, 24:17, 15:19 |          |            | Кариока Арена, Рио-де-Жанейро Зрителей: 6901 Судьи: Борис Рыжик Стефан Себель Олег Латышев |
| 10 августа 2016 14:15 UTC−3 | Протокол | Радульица 16               | Очки     | де Коло 22 | Кариока Арена, Рио-де-Жанейро Зрителей: 6901 Судьи: Борис Рыжик Стефан Себель Олег Латышев |
| 10 августа 2016 14:15 UTC−3 | Протокол | Йокич 7                    | Подборы  | Дьяо 9     | Кариока Арена, Рио-де-Жанейро Зрителей: 6901 Судьи: Борис Рыжик Стефан Себель Олег Латышев |
| 10 августа 2016 14:15 UTC−3 | Протокол | Теодосич 9                 | Передачи | Дьяо 9     | Кариока Арена, Рио-де-Жанейро Зрителей: 6901 Судьи: Борис Рыжик Стефан Себель Олег Латышев |

| 12 августа 2016 22:30 UTC−3 | Протокол | Франция | ' | Венесуэла | Кариока Арена, Рио-де-Жанейро |

| 14 августа 2016 14:15 UTC−3 | Протокол | США | ' | Франция | Кариока Арена, Рио-де-Жанейро |

#### Женщины
Женская сборная Франции квалифицировалась на Игры по итогам олимпийского квалификационного турнира.
Состав
| Номер     | Позиция   | Имя           | Дата рождения   | Рост, см  | Клуб              | Игры      | Очки      | Подборы   | Передачи  |
| Защитники | Защитники | Защитники     | Защитники       | Защитники | Защитники         | Защитники | Защитники | Защитники | Защитники |
| --------- | --------- | ------------- | --------------- | --------- | ----------------- | --------- | --------- | --------- | --------- |
| 9         | РЗ        | Селин Дюмерк  | 9 июля 1982     | 169       | Баскет Ландес     |           |           |           |           |
| 10        | АЗ        | Сара Мишель   | 10 января 1989  | 180       | Монпелье          |           |           |           |           |
| 12        | З         | Гаэль Скрела  | 24 января 1983  | 177       | Монпелье          |           |           |           |           |
| 17        | З         | Марин Жоаннес | 21 января 1995  | 177       | Бурж              |           |           |           |           |
| 19        | РЗ        | Оливия Эпупа  | 30 апреля 1994  | 164       | Ницца             |           |           |           |           |
| Форварды  |           |               |                 |           |                   |           |           |           |           |
| 5         | ТФ        | Эндене Мийем  | 15 мая 1988     | 188       | Фамилья Скио      |           |           |           |           |
| 11        | Ф         | Валериан Ээи  | 29 апреля 1994  | 184       | ЕСБ Вильнёв-д’Аск |           |           |           |           |
| 18        | ТФ        | Мариэль Аман  | 15 мая 1988     | 188       | ЕСБ Вильнёв-д’Аск |           |           |           |           |
| 21        | ТФ        | Летиция Камба | 10 января 1987  | 187       | ЕСБ Вильнёв-д’Аск |           |           |           |           |
| Центровые |           |               |                 |           |                   |           |           |           |           |
| 4         | Ц         | Изабель Якубу | 21 апреля 1986  | 190       | Фамилья Скио      |           |           |           |           |
| 7         | Ц         | Сандрин Груда | 25 июня 1987    | 193       | Фенербахче        |           |           |           |           |
| 16        | Ц         | Хелена Сиак   | 15 декабря 1989 | 197       | Динамо Курск      |           |           |           |           |

| Имя           | Гражданство | Дата рождения |
| ------------- | ----------- | ------------- |
| Валери Гарнье | Франция     | 9 января 1965 |

Результаты
Групповой этап (Группа A)
| Место | Команда   | И | В | П | ОЗ  | ОП  | +/- | Очки |
| ----- | --------- | - | - | - | --- | --- | --- | ---- |
| 1     | Австралия | 5 | 5 | 0 | 400 | 345 | +55 | 10   |
| 2     | Франция   | 5 | 3 | 2 | 344 | 343 | +1  | 8    |
| 3     | Турция    | 5 | 3 | 2 | 324 | 325 | -1  | 8    |
| 4     | Япония    | 5 | 3 | 2 | 386 | 378 | +8  | 8    |
| 5     | Беларусь  | 5 | 1 | 4 | 347 | 361 | -14 | 6    |
| 6     | Бразилия  | 5 | 0 | 5 | 335 | 384 | -49 | 5    |

| 6 августа 2016 12:00 UTC−3 | Протокол | Турция                  | 39:55    | Франция             | Молодёжная Арена, Рио-де-Жанейро Зрителей: 2042 Судьи: Гильерме Локателли Наталия Куэльо Куэльо Скот Пол Бекер |
| 6 августа 2016 12:00 UTC−3 | Протокол | 16:8, 3:14, 16:19, 4:14 |          |                     | Молодёжная Арена, Рио-де-Жанейро Зрителей: 2042 Судьи: Гильерме Локателли Наталия Куэльо Куэльо Скот Пол Бекер |
| 6 августа 2016 12:00 UTC−3 | Протокол | Йылмаз 16               | Очки     | Мийем, Мишель по 14 | Молодёжная Арена, Рио-де-Жанейро Зрителей: 2042 Судьи: Гильерме Локателли Наталия Куэльо Куэльо Скот Пол Бекер |
| 6 августа 2016 12:00 UTC−3 | Протокол | Йылмаз 6                | Подборы  | Якубу 11            | Молодёжная Арена, Рио-де-Жанейро Зрителей: 2042 Судьи: Гильерме Локателли Наталия Куэльо Куэльо Скот Пол Бекер |
| 6 августа 2016 12:00 UTC−3 | Протокол | Вардарлы 5              | Передачи | Эпупа 5             | Молодёжная Арена, Рио-де-Жанейро Зрителей: 2042 Судьи: Гильерме Локателли Наталия Куэльо Куэльо Скот Пол Бекер |

| 7 августа 2016 19:45 UTC−3 | Протокол | Франция                    | 73:72    | Беларусь      | Молодёжная Арена, Рио-де-Жанейро Зрителей: 2075 Судьи: Фердинанд Паскуаль Воан Мейберри Чжу Дуань |
| 7 августа 2016 19:45 UTC−3 | Протокол | 14:22, 20:20, 18:11, 21:19 |          |               | Молодёжная Арена, Рио-де-Жанейро Зрителей: 2075 Судьи: Фердинанд Паскуаль Воан Мейберри Чжу Дуань |
| 7 августа 2016 19:45 UTC−3 | Протокол | Эпупа 16                   | Очки     | Лихтарович 16 | Молодёжная Арена, Рио-де-Жанейро Зрителей: 2075 Судьи: Фердинанд Паскуаль Воан Мейберри Чжу Дуань |
| 7 августа 2016 19:45 UTC−3 | Протокол | Мишель 8                   | Подборы  | Левченко 13   | Молодёжная Арена, Рио-де-Жанейро Зрителей: 2075 Судьи: Фердинанд Паскуаль Воан Мейберри Чжу Дуань |
| 7 августа 2016 19:45 UTC−3 | Протокол | Эпупа 5                    | Передачи | Хардинг 8     | Молодёжная Арена, Рио-де-Жанейро Зрителей: 2075 Судьи: Фердинанд Паскуаль Воан Мейберри Чжу Дуань |

| 9 августа 2016 12:15 UTC−3 | Протокол | Австралия                  | 89:71    | Франция   | Молодёжная Арена, Рио-де-Жанейро Зрителей: 1481 Судьи: Борис Рыжик Чжу Дуань Хван Ин-Тэ |
| 9 августа 2016 12:15 UTC−3 | Протокол | 21:19, 25:10, 23:21, 20:21 |          |           | Молодёжная Арена, Рио-де-Жанейро Зрителей: 1481 Судьи: Борис Рыжик Чжу Дуань Хван Ин-Тэ |
| 9 августа 2016 12:15 UTC−3 | Протокол | Тейлор 31                  | Очки     | Эпупа 15  | Молодёжная Арена, Рио-де-Жанейро Зрителей: 1481 Судьи: Борис Рыжик Чжу Дуань Хван Ин-Тэ |
| 9 августа 2016 12:15 UTC−3 | Протокол | Кэмбидж 7                  | Подборы  | Эпупа 7   | Молодёжная Арена, Рио-де-Жанейро Зрителей: 1481 Судьи: Борис Рыжик Чжу Дуань Хван Ин-Тэ |
| 9 августа 2016 12:15 UTC−3 | Протокол | Тейлор 9                   | Передачи | Будерра 4 | Молодёжная Арена, Рио-де-Жанейро Зрителей: 1481 Судьи: Борис Рыжик Чжу Дуань Хван Ин-Тэ |

| 11 августа 2016 15:30 UTC−3 | Протокол | Франция | ' | Бразилия | Молодёжная Арена, Рио-де-Жанейро |

| 13 августа 2016 17:45 UTC−3 | Протокол | Япония | ' | Франция | Молодёжная Арена, Рио-де-Жанейро |

### Бокс
Квоты, завоёванные спортсменами являются именными. Если от одной страны путёвки на Игры завоюют два и более спортсмена, то право выбора боксёра предоставляется национальному Олимпийскому комитету. Соревнования по боксу проходят по системе плей-офф. Для победы в олимпийском турнире боксёру необходимо одержать либо четыре, либо пять побед в зависимости от жеребьёвки соревнований. Оба спортсмена, проигравшие в полуфинальных поединках, становятся обладателями бронзовых наград.
Мужчины
| Категория   | Спортсмены         | Первый раунд           | Второй раунд             | Четвертьфинал           | Полуфинал                  | Финал                     | Место                |
| Категория   | Спортсмены         | Соперник Результат     | Соперник Результат       | Соперник Результат      | Соперник Результат         | Соперник Результат        | Место                |
| ----------- | ------------------ | ---------------------- | ------------------------ | ----------------------- | -------------------------- | ------------------------- | -------------------- |
| до 52 кг    | Эли Конки          | GERХ. Туба В 3:0       | RUSМ. Алоян П 0:3        | завершил выступление    | завершил выступление       | завершил выступление      | завершил выступление |
| до 60 кг    | Софьян Умиа (7)    | HONТ. Лопес В 3:0      | THAА. Руенроенг В TKO R3 | AZEА. Селимов (2) В 3:0 | MGLД. Отгондалай (3) В 3:0 | BRAР. Консейсан (4) П 0:3 | 2                    |
| до 64 кг    | Хассан Амзиль      | NAMД. Джуниас В 3:0    | AZEЛ. Сотомайор П 1:2    | завершил выступление    | завершил выступление       | завершил выступление      | завершил выступление |
| до 69 кг    | Сулейман Сиссоко   | HUNИ. Бачкаи В 3:0     | AZEП. Багиров В 3:0      | THAС. Ади В 3:0         | KAZД. Елеусинов П 0:3      | завершил выступление      | 3                    |
| до 75 кг    | Кристиан М’Билли   | UKRД. Митрофанов В 3:0 | ECUМ. Дельгадо В 2:1     | CUBА. Лопес П 0:3       | завершил выступление       | завершил выступление      | 5                    |
| до 81 кг    | Матьё Бодерлик     | не участвовал          | COLХ.К. Каррильо В 3:0   | ECUК. Мина В TKO        | CUBХ.С. ла Крус П 0:3      | завершил выступление      | 3                    |
| до 91 кг    | Поль Омба-Бионголо | не участвовал          | AZEА. Абдуллаев П TKO-I  | завершил выступление    | завершил выступление       | завершил выступление      | завершил выступление |
| свыше 91 кг | Тони Йока          | не участвовал          | ISVК. Лорен В 3:0        | JORХ. Ишаиш В 3:0       | CROФ. Хргович В 2:1        | GBRД. Джойс В 2:1         | 1                    |

Женщины
| Категория | Спортсмены     | Первый раунд              | Четвертьфинал              | Полуфинал                   | Финал                 | Место |
| Категория | Спортсмены     | Соперник Результат        | Соперник Результат         | Соперник Результат          | Соперник Результат    | Место |
| --------- | -------------- | ------------------------- | -------------------------- | --------------------------- | --------------------- | ----- |
| до 51 кг  | Сара Урамун    | MARЗохра Эз-Захрауи В 3:0 | KAZЖайна Шекербекова В 3:0 | COLИнгрит Валенсия В 2:0    | GBRНикола Адамс П 0:3 | 2     |
| до 60 кг  | Эстель Моссели | не участвовала            | ITAИрма Теста В 3:0        | RUSАнастасия Белякова В TKO | CHNИнь Цзюньхуа В 2:1 | 1     |

### Борьба
В соревнованиях по борьбе, как и на предыдущих трёх Играх, будет разыгрываться 18 комплектов наград. По 6 у мужчин в вольной и греко-римской борьбе и 6 у женщин в вольной борьбе. Турнир пройдёт по олимпийской системе с выбыванием. В утешительный раунд попадают участники, проигравшие в своих поединках будущим финалистам соревнований. Каждый поединок состоит из двух раундов по 3 минуты, победителем становится спортсмен, набравший большее количество технических очков. По окончании схватки, в зависимости от результатов спортсменам начисляются классификационные очки.
Мужчины
Вольная борьба
| Категория | Спортсмены       | Первый раунд       | 1/8 финала         | Четвертьфинал      | Полуфинал          | Финал              | Место |
| Категория | Спортсмены       | Соперник Результат | Соперник Результат | Соперник Результат | Соперник Результат | Соперник Результат | Место |
| --------- | ---------------- | ------------------ | ------------------ | ------------------ | ------------------ | ------------------ | ----- |
| до 74 кг  | Зелимхан Хаджиев |                    |                    |                    |                    |                    |       |

Женщины
Вольная борьба
| Категория | Спортсмены | Первый раунд       | 1/8 финала         | Четвертьфинал      | Полуфинал          | Финал              | Место |
| Категория | Спортсмены | Соперник Результат | Соперник Результат | Соперник Результат | Соперник Результат | Соперник Результат | Место |
| --------- | ---------- | ------------------ | ------------------ | ------------------ | ------------------ | ------------------ | ----- |
| до 75 кг  |            |                    |                    |                    |                    |                    |       |

### Велоспорт

#### Шоссейный велоспорт
Мужчины
| Соревнование     | Спортсмены       | Время      | Место | Отставание |
| ---------------- | ---------------- | ---------- | ----- | ---------- |
| групповая гонка  | Жюлиан Алафилипп | 6:10:27    | 4     | +0:22      |
| групповая гонка  | Алекси Вийермо   | 6:16:17    | 23    | +6:12      |
| групповая гонка  | Ромен Барде      | 6:16:17    | 24    | +6:12      |
| групповая гонка  | Уоррен Баргиль   | DNF        | DNF   | DNF        |
| раздельная гонка | Алекси Вийермо   | 1:20:43,87 | 29    | +8:28,45   |
| раздельная гонка | Жюлиан Алафилипп | 1:24:39,99 | 32    | +12:24,57  |

Женщины
| Соревнование     | Спортсмены         | Время    | Место | Отставание |
| ---------------- | ------------------ | -------- | ----- | ---------- |
| групповая гонка  | Полин Ферран-Прево | 3:56:34  | 26    | +5:07      |
| групповая гонка  | Одри Кордон        | 4:01:04  | 37    | +9:37      |
| раздельная гонка | Одри Кордон        | 49:32,87 | 24    | +5:06,45   |

#### Трековый велоспорт
Спринт
| Соревнование | Спортсмены     | Квалификация   | Квалификация | Раунд 1                 | Утешительный заезд       | Раунд 2                 | Утешительный заезд       | Четвертьфинал           | Полуфинал               | Финал                    | Место |
| Соревнование | Спортсмены     | Время Скорость | Место        | Соперник Время Скорость | Соперники Время Скорость | Соперник Время Скорость | Соперники Время Скорость | Соперник Время Скорость | Соперник Время Скорость | Соперники Время Скорость | Место |
| ------------ | -------------- | -------------- | ------------ | ----------------------- | ------------------------ | ----------------------- | ------------------------ | ----------------------- | ----------------------- | ------------------------ | ----- |
| мужчины      | Грегори Боже   |                |              |                         |                          |                         |                          |                         |                         |                          |       |
| мужчины      | Франсуа Первис |                |              |                         |                          |                         |                          |                         |                         |                          |       |
| женщины      | Санди Клер     |                |              |                         |                          |                         |                          |                         |                         |                          |       |
| женщины      | Виржини Кюэфф  |                |              |                         |                          |                         |                          |                         |                         |                          |       |

Командный спринт
| Соревнование | Спортсмены                                     | Квалификация   | Квалификация | Полуфинал               | Полуфинал | Финал                   | Место |
| Соревнование | Спортсмены                                     | Время Скорость | Место        | Соперник Время Скорость | Место     | Соперник Время Скорость | Место |
| ------------ | ---------------------------------------------- | -------------- | ------------ | ----------------------- | --------- | ----------------------- | ----- |
| мужчины      | Грегори Боже Микаэль Д’Альмейда Франсуа Первис |                |              |                         |           |                         |       |
| женщины      | Санди Клер Виржини Кюэфф                       |                |              |                         |           |                         |       |

Кейрин
| Соревнование | Спортсмены         | Первый раунд | Первый раунд | Утешительный заезд | Утешительный заезд | Второй раунд | Второй раунд | Финал | Итоговое место |
| Соревнование | Спортсмены         | Заезд        | Место        | Заезд              | Место              | Заезд        | Место        | Место | Итоговое место |
| ------------ | ------------------ | ------------ | ------------ | ------------------ | ------------------ | ------------ | ------------ | ----- | -------------- |
| мужчины      | Микаэль Д’Альмейда |              |              |                    |                    |              |              |       |                |
| мужчины      | Франсуа Первис     |              |              |                    |                    |              |              |       |                |
| женщины      | Санди Клер         |              |              |                    |                    |              |              |       |                |
| женщины      | Виржини Кюэфф      |              |              |                    |                    |              |              |       |                |

Омниум
| Соревнование | Спортсмены  | Круг с хода | Круг с хода | Гонка по очкам | Гонка по очкам | Гонка с выбыванием | Гонка преследования | Гонка преследования | Скретч | Гит с места | Гит с места | Сумма очков | Итоговое место |
| Соревнование | Спортсмены  | Время       | Место       | Очки           | Место          | Место              | Время               | Место               | Место  | Время       | Место       | Сумма очков | Итоговое место |
| ------------ | ----------- | ----------- | ----------- | -------------- | -------------- | ------------------ | ------------------- | ------------------- | ------ | ----------- | ----------- | ----------- | -------------- |
| мужчины      | Тома Буда   |             |             |                |                |                    |                     |                     |        |             |             |             |                |
| женщины      | Лори Бертон |             |             |                |                |                    |                     |                     |        |             |             |             |                |

#### Маунтинбайк
Мужчины
| Соревнование | Спортсмены      | Время | Место | Отставание |
| ------------ | --------------- | ----- | ----- | ---------- |
| кросс-кантри | Максим Маротт   |       |       |            |
| кросс-кантри | Жюльен Абсалон  |       |       |            |
| кросс-кантри | Виктор Корецкий |       |       |            |

Женщины
| Соревнование | Спортсмены         | Время | Место | Отставание |
| ------------ | ------------------ | ----- | ----- | ---------- |
| кросс-кантри | Перрин Клозель     |       |       |            |
| кросс-кантри | Полин Ферран-Прево |       |       |            |

#### BMX
Мужчины
| Соревнование | Спортсмены       | Квалификация | Квалификация | 1\4 финала | 1\4 финала  | 1\4 финала  | 1\4 финала  | 1\4 финала  | 1\4 финала  | 1\4 финала | 1\4 финала | 1\2 финала | 1\2 финала  | 1\2 финала  | 1\2 финала  | 1\2 финала | 1\2 финала | Финал | Финал | Место |
| Соревнование | Спортсмены       | Время        | Место        | Заезд      | 1 гонка     | 2 гонка     | 3 гонка     | 4 гонка     | 5 гонка     | Всего      | Место      | Заезд      | 1 гонка     | 2 гонка     | 3 гонка     | Всего      | Место      | Финал | Финал | Место |
| Соревнование | Спортсмены       | Время        | Место        | Заезд      | Время Место | Время Место | Время Место | Время Место | Время Место | Всего      | Место      | Заезд      | Время Место | Время Место | Время Место | Всего      | Место      | Время | Место | Место |
| ------------ | ---------------- | ------------ | ------------ | ---------- | ----------- | ----------- | ----------- | ----------- | ----------- | ---------- | ---------- | ---------- | ----------- | ----------- | ----------- | ---------- | ---------- | ----- | ----- | ----- |
| BMX          | Жорис Доде       |              |              |            |             |             |             |             |             |            |            |            |             |             |             |            |            |       |       |       |
| BMX          | Амиду Мир        |              |              |            |             |             |             |             |             |            |            |            |             |             |             |            |            |       |       |       |
| BMX          | Жереми Ранкюрель |              |              |            |             |             |             |             |             |            |            |            |             |             |             |            |            |       |       |       |

Женщины
| Соревнование | Спортсмены      | Квалификация | Квалификация | 1\2 финала | 1\2 финала  | 1\2 финала  | 1\2 финала  | 1\2 финала | 1\2 финала | Финал | Финал | Место |
| Соревнование | Спортсмены      | Время        | Место        | Заезд      | 1 гонка     | 2 гонка     | 3 гонка     | Всего      | Место      | Финал | Финал | Место |
| Соревнование | Спортсмены      | Время        | Место        | Заезд      | Время Место | Время Место | Время Место | Всего      | Место      | Время | Место | Место |
| ------------ | --------------- | ------------ | ------------ | ---------- | ----------- | ----------- | ----------- | ---------- | ---------- | ----- | ----- | ----- |
| BMX          | Манон Валентино |              |              |            |             |             |             |            |            |       |       |       |

### Водные виды спорта

#### Водное поло

##### Мужчины
Мужская сборная Франции пробилась на Игры, заняв четвёртое место по итогам мирового квалификационного турнира.
Состав
Результаты
Групповой этап (Группа B)
| Место | Команда    | И | В | Н | П | ГЗ | ГП | +/- | Очки |
| ----- | ---------- | - | - | - | - | -- | -- | --- | ---- |
| 1     | Испания    | 5 | 3 | 1 | 1 | 46 | 35 | +11 | 7    |
| 2     | Хорватия   | 5 | 3 | 0 | 2 | 37 | 37 | 0   | 6    |
| 3     | Италия     | 5 | 3 | 0 | 2 | 40 | 41 | -1  | 6    |
| 4     | Черногория | 5 | 2 | 1 | 2 | 36 | 32 | +4  | 5    |
| 5     | США        | 5 | 1 | 0 | 4 | 35 | 35 | 0   | 4    |
| 6     | Франция    | 5 | 0 | 0 | 5 | 28 | 42 | -14 | 2    |

| 6 августа 2016 19:30 UTC-3 | Протокол | Франция                                                 | 4:7  | Черногория             | Водный центр имени Марии Ленк Судьи: Марк Коганов Петер Мольнар |
| 6 августа 2016 19:30 UTC-3 | Протокол | Счёт по четвертям: 0:2, 0:3, 1:0, 3:2                   |      |                        | Водный центр имени Марии Ленк Судьи: Марк Коганов Петер Мольнар |
| 6 августа 2016 19:30 UTC-3 | Протокол | Энцо Хас, Юго Круссиля, Мехди Марзуки, Матьё Пессон — 1 | Голы | 3 — Александар Радович | Водный центр имени Марии Ленк Судьи: Марк Коганов Петер Мольнар |

| 8 августа 2016 10:20 UTC-3 | Протокол | Италия                                | 11:8 | Франция                                     | Водный центр имени Марии Ленк Судьи: Радослав Пётр Корыжна Сергей Наумов |
| 8 августа 2016 10:20 UTC-3 | Протокол | Счёт по четвертям: 4:3, 4:1, 1:2, 2:2 |      |                                             | Водный центр имени Марии Ленк Судьи: Радослав Пётр Корыжна Сергей Наумов |
| 8 августа 2016 10:20 UTC-3 | Протокол | Маттео Айкарди — 4                    | Голы | 2 — Игор Ковачевич, Ромен Блари, Тибо Симон | Водный центр имени Марии Ленк Судьи: Радослав Пётр Корыжна Сергей Наумов |

| 10 августа 2016 11:40 UTC-3 | Протокол | Франция                                            | 3:6  | США                | Водный центр имени Марии Ленк Судьи: Херман Моллер Адриан Александреску |
| 10 августа 2016 11:40 UTC-3 | Протокол | Счёт по четвертям: 1:1, 0:4, 0:0, 2:1              |      |                    | Водный центр имени Марии Ленк Судьи: Херман Моллер Адриан Александреску |
| 10 августа 2016 11:40 UTC-3 | Протокол | Юго Круссиля, Матьё Пессон, Александр Камараса — 1 | Голы | 3 — Джошуа Сэмюэлс | Водный центр имени Марии Ленк Судьи: Херман Моллер Адриан Александреску |

| 12 августа 2016 | Франция | ' | ' | Водный центр имени Марии Ленк |

| 14 августа 2016 | Франция | ' | ' | Водный центр имени Марии Ленк |

Итог:

#### Плавание
В следующий раунд на каждой дистанции проходят спортсмены, показавшие лучший результат, независимо от места, занятого в своём заплыве.
Мужчины
| Дистанция                    | Спортсмены                                           | Предварительный раунд | Предварительный раунд | Предварительный раунд | Полуфинал                                               | Полуфинал                                               | Полуфинал                                               | Финал                 | Финал                 |
| Дистанция                    | Спортсмены                                           | Заплыв                | Результат             | Место                 | Заплыв                                                  | Результат                                               | Место                                                   | Результат             | Место                 |
| ---------------------------- | ---------------------------------------------------- | --------------------- | --------------------- | --------------------- | ------------------------------------------------------- | ------------------------------------------------------- | ------------------------------------------------------- | --------------------- | --------------------- |
| 50 метров вольным стилем     | Фредерик Буске                                       |                       |                       |                       |                                                         |                                                         |                                                         |                       |                       |
| 50 метров вольным стилем     | Флоран Маноду                                        |                       |                       |                       |                                                         |                                                         |                                                         |                       |                       |
| 100 метров вольным стилем    | Клеман Миньон                                        | 8                     | 48,57                 | 14 Q                  | 2                                                       | 48,57                                                   | 14                                                      | завершил выступление  | завершил выступление  |
| 100 метров вольным стилем    | Жереми Стравьюс                                      | 7                     | 48,62                 | 18                    | завершил выступление                                    | завершил выступление                                    | завершил выступление                                    | завершил выступление  | завершил выступление  |
| 200 метров вольным стилем    | Жереми Стравьюс                                      | 4                     | 1:46,67               | 17                    | завершил выступление                                    | завершил выступление                                    | завершил выступление                                    | завершил выступление  | завершил выступление  |
| 200 метров вольным стилем    | Янник Аньель                                         | 4                     | 1:47,35               | 19                    | завершил выступление                                    | завершил выступление                                    | завершил выступление                                    | завершил выступление  | завершил выступление  |
| 400 метров вольным стилем    | Жордан Потен                                         | 5                     | 3:45,43               | 8 Q                   | не проводится                                           | не проводится                                           | не проводится                                           | 3:49,07               | 8                     |
| 1500 метров вольным стилем   | Николас Д’Ориано                                     |                       |                       |                       | не проводится                                           | не проводится                                           | не проводится                                           |                       |                       |
| 1500 метров вольным стилем   | Дамьен Жоли                                          |                       |                       |                       | не проводится                                           | не проводится                                           | не проводится                                           |                       |                       |
| 100 метров баттерфляем       | Мехди Метелла                                        |                       |                       |                       |                                                         |                                                         |                                                         |                       |                       |
| 100 метров баттерфляем       | Жереми Стравьюс                                      |                       |                       |                       |                                                         |                                                         |                                                         |                       |                       |
| 200 метров баттерфляем       | Жордан Коэлью                                        | 2                     | 1:58,62               | 25                    | завершил выступление                                    | завершил выступление                                    | завершил выступление                                    | завершил выступление  | завершил выступление  |
| 100 метров на спине          | Камиль Лакур                                         | 5                     | 52,96                 | 1 Q                   | 2                                                       | 52,72                                                   | 4 Q                                                     | 52,70                 | 5                     |
| Эстафета                     | Предварительный раунд                                | Предварительный раунд | Предварительный раунд | Предварительный раунд | Финал                                                   | Финал                                                   | Финал                                                   | Финал                 | Финал                 |
| Эстафета                     | Состав                                               | Заплыв                | Результат             | Место                 | Состав                                                  | Состав                                                  | Состав                                                  | Результат             | Место                 |
| 4×100 метров вольным стилем  | Клеман Миньон Вильям Менар Фабьен Жило Мехди Метелла | 2                     | 3:13,27               | 4 Q                   | Мехди Метелла Фабьен Жило Флоран Маноду Жереми Стравьюс | Мехди Метелла Фабьен Жило Флоран Маноду Жереми Стравьюс | Мехди Метелла Фабьен Жило Флоран Маноду Жереми Стравьюс | 3:10,53               | 2                     |
| 4×200 метров вольным стилем  | Жордан Потен Грегори Малле Лори Бурелли Дамьен Жоли  | 1                     | 7:13,71               | 13                    | завершили выступление                                   | завершили выступление                                   | завершили выступление                                   | завершили выступление | завершили выступление |
| 4×100 метров комбинированная | Тео Буссье                                           |                       |                       |                       |                                                         |                                                         |                                                         |                       |                       |

Открытая вода
| Дистанция     | Спортсмены         | Результат | Место | Отставание |
| ------------- | ------------------ | --------- | ----- | ---------- |
| 10 километров | Марк-Антуан Оливье |           |       |            |

Женщины
| Дистанция                        | Спортсмены                                                                                     | Предварительный раунд | Предварительный раунд | Предварительный раунд | Полуфинал                                                                                      | Полуфинал                                                                                      | Полуфинал                                                                                      | Финал                 | Финал                 |
| Дистанция                        | Спортсмены                                                                                     | Заплыв                | Результат             | Место                 | Заплыв                                                                                         | Результат                                                                                      | Место                                                                                          | Результат             | Место                 |
| -------------------------------- | ---------------------------------------------------------------------------------------------- | --------------------- | --------------------- | --------------------- | ---------------------------------------------------------------------------------------------- | ---------------------------------------------------------------------------------------------- | ---------------------------------------------------------------------------------------------- | --------------------- | --------------------- |
| 50 метров вольным стилем         | Анна Сантаман                                                                                  |                       |                       |                       |                                                                                                |                                                                                                |                                                                                                |                       |                       |
| 50 метров вольным стилем         | Мелани Энрике                                                                                  |                       |                       |                       |                                                                                                |                                                                                                |                                                                                                |                       |                       |
| 100 метров вольным стилем        | Шарлотта Бонне                                                                                 | 6                     | 53,93                 | 10 Q                  |                                                                                                |                                                                                                |                                                                                                |                       |                       |
| 100 метров вольным стилем        | Бериль Гастальделло                                                                            | 4                     | 54,80                 | 22                    | завершила выступление                                                                          | завершила выступление                                                                          | завершила выступление                                                                          | завершила выступление | завершила выступление |
| 200 метров вольным стилем        | Шарлотте Бонне                                                                                 | 6                     | 1:56,26               | 4 Q                   | 1                                                                                              | 1:56,38                                                                                        | 7 Q                                                                                            | 1:56,29               | 8                     |
| 200 метров вольным стилем        | Корали Балми                                                                                   | 5                     | 1:58,83               | 23                    | завершила выступление                                                                          | завершила выступление                                                                          | завершила выступление                                                                          | завершила выступление | завершила выступление |
| 400 метров вольным стилем        | Корали Балми                                                                                   | 4                     | 4:03,40               | 4 Q                   | не проводится                                                                                  | не проводится                                                                                  | не проводится                                                                                  | 4:06,98               | 8                     |
| 800 метров вольным стилем        | Корали Балми                                                                                   |                       |                       |                       | не проводится                                                                                  | не проводится                                                                                  | не проводится                                                                                  |                       |                       |
| 100 метров баттерфляем           | Мари Ваттель                                                                                   | 5                     | 58,90                 | 23                    | завершила выступление                                                                          | завершила выступление                                                                          | завершила выступление                                                                          | завершила выступление | завершила выступление |
| 100 метров баттерфляем           | Бериль Гастальделло                                                                            | 3                     | 58,93                 | 24                    | завершила выступление                                                                          | завершила выступление                                                                          | завершила выступление                                                                          | завершила выступление | завершила выступление |
| 200 метров баттерфляем           | Лара Гранжон                                                                                   | 3                     | 2:09,69               | 18                    | завершила выступление                                                                          | завершила выступление                                                                          | завершила выступление                                                                          | завершила выступление | завершила выступление |
| 200 метров комплексным плаванием | Фантин Лесафр                                                                                  | 1                     | 2:15,71               | 30                    | завершила выступление                                                                          | завершила выступление                                                                          | завершила выступление                                                                          | завершила выступление | завершила выступление |
| 400 метров комплексным плаванием | Лара Гранжон                                                                                   | 5                     | 4:43,98               | 22                    | не проводится                                                                                  | не проводится                                                                                  | не проводится                                                                                  | завершила выступление | завершила выступление |
| 400 метров комплексным плаванием | Фантен Лесаффр                                                                                 | 3                     | 4:44,47               | 23                    | не проводится                                                                                  | не проводится                                                                                  | не проводится                                                                                  | завершила выступление | завершила выступление |
| Эстафета                         | Предварительный раунд                                                                          | Предварительный раунд | Предварительный раунд | Предварительный раунд | Финал                                                                                          | Финал                                                                                          | Финал                                                                                          | Финал                 | Финал                 |
| Эстафета                         | Состав                                                                                         | Заплыв                | Результат             | Место                 | Состав                                                                                         | Состав                                                                                         | Состав                                                                                         | Результат             | Место                 |
| 4×100 метров вольным стилем      | Бериль Гастальделло (54,94) Шарлотта Бонне (53,16) Матильда Сини (54,64) Анна Сантаман (54,11) | 2                     | 3:36,85               | 8 Q                   | Бериль Гастальделло (54,83) Шарлотта Бонне (53,17) Матильда Сини (54,92) Анна Сантаман (54,53) | Бериль Гастальделло (54,83) Шарлотта Бонне (53,17) Матильда Сини (54,92) Анна Сантаман (54,53) | Бериль Гастальделло (54,83) Шарлотта Бонне (53,17) Матильда Сини (54,92) Анна Сантаман (54,53) | 3:37,45               | 7                     |
| 4×200 метров вольным стилем      | Корали Балми Хлои Аш Шарлотта Бонне Марго Фабре                                                | 2                     | 7:55,55               | 10                    | завершили выступление                                                                          | завершили выступление                                                                          | завершили выступление                                                                          | завершили выступление | завершили выступление |
| 4×100 метров комбинированная     | Фанни Деберг                                                                                   |                       |                       |                       |                                                                                                |                                                                                                |                                                                                                |                       |                       |

Открытая вода
| Дистанция     | Спортсмены   | Результат | Место | Отставание |
| ------------- | ------------ | --------- | ----- | ---------- |
| 10 километров | Орели Мюллер |           |       |            |

#### Прыжки в воду
Мужчины
| Соревнование      | Спортсмены     | Предварительный раунд | Предварительный раунд | Полуфинал | Полуфинал | Финал     | Финал |
| Соревнование      | Спортсмены     | Результат             | Место                 | Результат | Место     | Результат | Место |
| ----------------- | -------------- | --------------------- | --------------------- | --------- | --------- | --------- | ----- |
| трамплин, 3 метра | Маттьё Россе   |                       |                       |           |           |           |       |
| вышка, 10 метров  | Бенжамен Оффре |                       |                       |           |           |           |       |

Женщины
| Соревнование     | Спортсмены  | Предварительный раунд | Предварительный раунд | Полуфинал | Полуфинал | Финал     | Финал |
| Соревнование     | Спортсмены  | Результат             | Место                 | Результат | Место     | Результат | Место |
| ---------------- | ----------- | --------------------- | --------------------- | --------- | --------- | --------- | ----- |
| вышка, 10 метров | Лора Марино |                       |                       |           |           |           |       |

#### Синхронное плавание
По итогам квалификационного раунда в соревнованиях дуэтов в финал проходят 12 сильнейших сборных. В финале синхронистки исполняют только произвольную программу. Итоговая сумма складывается из результатов финальной произвольной программы и баллов, полученных дуэтами за техническую программу, исполненную в квалификационном раунде.
| Соревнование | Спортсмены             | Квалификация          | Квалификация          | Квалификация           | Квалификация           | Квалификация | Квалификация | Финал                  | Финал                  | Итоговый результат | Итоговый результат |
| Соревнование | Спортсмены             | Техническая программа | Техническая программа | Произвольная программа | Произвольная программа | Всего        | Всего        | Произвольная программа | Произвольная программа | Итоговый результат | Итоговый результат |
| Соревнование | Спортсмены             | Баллы                 | Место                 | Баллы                  | Место                  | Баллы        | Место        | Баллы                  | Место                  | Баллы              | Место              |
| ------------ | ---------------------- | --------------------- | --------------------- | ---------------------- | ---------------------- | ------------ | ------------ | ---------------------- | ---------------------- | ------------------ | ------------------ |
| дуэты        | Лора Оже Марго Кретьян | 86,2824               | 8                     | 86,8667                | 8                      | 173,1491     | 8            | 86,2824                | 87,9667                | 174,2491           | 8                  |

### Волейбол

#### Волейбол

##### Мужчины
Мужская сборная Франции квалифицировалась на Игры, заняв третье место по итогам мирового квалификационного турнира.
Состав команды
Результаты
Групповой этап (Группа A)
|             | Матчи | Матчи | Очки | Сеты | Сеты | Сеты  | Мячи | Мячи | Мячи  |
| В           | П     | В     | Очки | П    | В:П  | В     | П    | В:П  |       |
| ----------- | ----- | ----- | ---- | ---- | ---- | ----- | ---- | ---- | ----- |
| 1. Италия   | 4     | 1     | 12   | 13   | 5    | 2,600 | 432  | 375  | 1,152 |
| 2. Канада   | 3     | 2     | 9    | 10   | 7    | 1,429 | 378  | 378  | 1,000 |
| 3. США      | 3     | 2     | 9    | 10   | 8    | 1,250 | 419  | 405  | 1,035 |
| 4. Бразилия | 3     | 2     | 9    | 11   | 9    | 1,222 | 467  | 442  | 1,057 |
| 5. Франция  | 2     | 3     | 6    | 8    | 9    | 0,889 | 386  | 367  | 1,052 |
| 6. Мексика  | 0     | 5     | 0    | 1    | 15   | 0,067 | 283  | 398  | 0,711 |

| 7 августа 2016 09:30 UTC-3 |

| Италия                           | 3:0  | Франция                    |
| (25:20, 25:20, 25:15) Статистика |      |                            |
| Иван Зайцев 16                   | Очки | 8 Кевин Тийи, Эрвин Нгапет |

| Мараканазинью, Рио-де-Жанейро Зрителей: 4456 Судьи: Эрнан Касамикела, Денни Сеспедес |

| 9 августа 2016 11:55 UTC-3 |

| Франция                          | 3:0  | Мексика          |
| (25:18, 25:12, 25:22) Статистика |      |                  |
| Антонен Рузье, Эрвин Нгапет 13   | Очки | 11 Хорхе Барахас |

| Мараканазинью, Рио-де-Жанейро Зрителей: 6625 Судьи: Лю Цзян, Тауфик Будая |

### Гандбол

#### Мужчины
Мужская сборная Франции квалифицировалась на Игры, завоевав золотые медали чемпионата мира 2015 года.
Состав
Результаты
Групповой этап (Группа A)
| Место | Команда   | И | В | Н | П | ГЗ  | ГП  | +/- | Очки |
| ----- | --------- | - | - | - | - | --- | --- | --- | ---- |
| 1     | Хорватия  | 5 | 4 | 0 | 1 | 147 | 134 | +13 | 8    |
| 2     | Франция   | 5 | 4 | 0 | 1 | 152 | 126 | +26 | 8    |
| 3     | Дания     | 5 | 3 | 0 | 2 | 136 | 127 | +9  | 6    |
| 4     | Катар     | 5 | 2 | 1 | 2 | 122 | 127 | -5  | 5    |
| 5     | Аргентина | 5 | 1 | 0 | 4 | 110 | 126 | -16 | 2    |
| 6     | Тунис     | 5 | 0 | 1 | 4 | 118 | 145 | -27 | 1    |

| 7 августа 2016 19:50 UTC-3 | Франция        | 25:23   | Тунис         | Арена ду Футуру, Рио-де-Жанейро Зрителей: 6058 Судьи: Гайпель, Хельбиг (GER) |
| 7 августа 2016 19:50 UTC-3 | Кантен Маэ — 5 | (16:11) | 6 — Иссам Теж | Арена ду Футуру, Рио-де-Жанейро Зрителей: 6058 Судьи: Гайпель, Хельбиг (GER) |
| 7 августа 2016 19:50 UTC-3 | 1× 3×          | Отчёт   | 6× 4×         | Арена ду Футуру, Рио-де-Жанейро Зрителей: 6058 Судьи: Гайпель, Хельбиг (GER) |

| 9 августа 2016 09:30 UTC-3 | Катар                                             | 20:35             | Франция       | Арена ду Футуру, Рио-де-Жанейро Зрителей: 4799 Судьи: Горачек, Новотны (CZE) |
| 9 августа 2016 09:30 UTC-3 | Жарко Маркович, Марко Багарич, Рафаэль Капоте — 5 | (13:16)           | 7 — Люк Абало | Арена ду Футуру, Рио-де-Жанейро Зрителей: 4799 Судьи: Горачек, Новотны (CZE) |
| 9 августа 2016 09:30 UTC-3 | 4× 2×                                             | Статистика, Отчёт | 3×            | Арена ду Футуру, Рио-де-Жанейро Зрителей: 4799 Судьи: Горачек, Новотны (CZE) |

| 11 августа 2016 21:50 UTC-3 | Франция | − : − | Аргентина | Фьючер Арена, Рио-де-Жанейро |
| 11 августа 2016 21:50 UTC-3 |         |       |           | Фьючер Арена, Рио-де-Жанейро |
| 11 августа 2016 21:50 UTC-3 |         |       |           | Фьючер Арена, Рио-де-Жанейро |

| 13 августа 2016 11:30 UTC-3 | Хорватия | − : − | Франция | Фьючер Арена, Рио-де-Жанейро |
| 13 августа 2016 11:30 UTC-3 |          |       |         | Фьючер Арена, Рио-де-Жанейро |
| 13 августа 2016 11:30 UTC-3 |          |       |         | Фьючер Арена, Рио-де-Жанейро |

| 15 августа 2016 14:40 UTC-3 | Франция | − : − | Дания | Фьючер Арена, Рио-де-Жанейро |
| 15 августа 2016 14:40 UTC-3 |         |       |       | Фьючер Арена, Рио-де-Жанейро |
| 15 августа 2016 14:40 UTC-3 |         |       |       | Фьючер Арена, Рио-де-Жанейро |

#### Женщины
Женская сборная Франции квалифицировалась на Игры, заняв второе место в квалификационном турнире, который прошёл с 18 по 20 марта 2016 года в Меце.
Состав
| Номер | Имя                 | Позиция       | Бросковая рука | Дата рождения   | Рост, см | Вес, кг | Клуб       | Игры | Голы |
| ----- | ------------------- | ------------- | -------------- | --------------- | -------- | ------- | ---------- | ---- | ---- |
| 1     | Лора Глозе          | Вратарь       | Левая          | 20 августа 1993 | 178      | 65      | Мец        | 8    | -64  |
| 3     | Бландин Дансет      | Крайняя       | Левая          | 14 февраля 1988 | 169      | 60      | Шамбре     | 5    | 0    |
| 5     | Камиль Айлон        | Полусредняя   | Левая          | 21 мая 1985     | 180      | 66      | Бухарест   | 8    | 9    |
| 7     | Алисон Пино         | Полусредняя   | Правая         | 2 мая 1989      | 181      | 66      | Брест      | 8    | 32   |
| 8     | Лориса Ландр        | Линейная      | Правая         | 8 января 1990   | 182      | 76      | Крайова    | 8    | 18   |
| 10    | Грас Заади          | Разыгрывающая | Правая         | 7 июля 1993     | 171      | 66      | Мец        | 8    | 1    |
| 11    | Мари Прувансье      | Крайняя       | Левая          | 9 февраля 1994  | 165      | 52      | Брест      | 3    | 3    |
| 12    | Амандин Лейно       | Вратарь       | Левая          | 2 мая 1986      | 178      | 64      | Вардар     | 8    | -100 |
| 13    | Манон Уэтт          | Крайняя       | Левая          | 2 июля 1992     | 168      | 69      | Туринген   | 8    | 13   |
| 17    | Сираба Дембеле      | Крайняя       | Левая          | 28 июня 1986    | 172      | 64      | Ростов-Дон | 8    | 23   |
| 18    | Клоэ Бюллё          | Крайняя       | Левая          | 18 ноября 1991  | 172      | 65      | Шиофок     | 7    | 7    |
| 22    | Тамара Горачек      | Разыгрывающая | Правая         | 5 ноября 1995   | 179      | 80      | Мец        | 1    | 0    |
| 24    | Беатрис Эдвиж       | Линейная      | Правая         | 3 октября 1988  | 182      | 76      | Мец        | 8    | 4    |
| 27    | Эстель Нзе Минко    | Разыгрывающая | Правая         | 11 августа 1991 | 178      | 67      | Шиофок     | 8    | 15   |
| 29    | Ньонсиан Ньомбла    | Полусредняя   | Правая         | 9 июля 1990     | 172      | 69      | Бухарест   | 8    | 17   |
| 64    | Александра Лакрабер | Полусредняя   | Левая          | 27 апреля 1987  | 177      | 73      | Вардар     | 8    | 46   |

| Должность        | Имя              | Гражданство | Дата рождения    |
| ---------------- | ---------------- | ----------- | ---------------- |
| Главный тренер   | Оливье Крёмбольц | Франция     | 12 сентября 1958 |
| Помощник тренера | Эрик Барадат     | Франция     |                  |

Результаты
Групповой этап (Группа B)
| Место | Команда          | И | В | Н | П | ГЗ  | ГП  | +/- | Очки |
| ----- | ---------------- | - | - | - | - | --- | --- | --- | ---- |
| 1     | Россия           | 5 | 5 | 0 | 0 | 165 | 147 | +18 | 10   |
| 2     | Франция          | 5 | 4 | 0 | 1 | 118 | 93  | +25 | 8    |
| 3     | Швеция           | 5 | 2 | 1 | 2 | 150 | 141 | +9  | 5    |
| 4     | Нидерланды       | 5 | 1 | 2 | 2 | 135 | 135 | 0   | 4    |
| 5     | Республика Корея | 5 | 1 | 1 | 3 | 130 | 136 | -6  | 3    |
| 6     | Аргентина        | 5 | 0 | 0 | 5 | 101 | 147 | -46 | 0    |

| 6 августа 2016 11:30 UTC-3 | Нидерланды                                        | 14:18             | Франция                              | Арена ду Футуру, Рио-де-Жанейро Зрителей: 8452 Судьи: Рёэн, Арнтсен (NOR) |
| 6 августа 2016 11:30 UTC-3 | Лаура ван дер Хейден, Лойс Аббинг, Никке Грот — 3 | (6:10)            | 5 — Александра Лакрабер, Алисон Пино | Арена ду Футуру, Рио-де-Жанейро Зрителей: 8452 Судьи: Рёэн, Арнтсен (NOR) |
| 6 августа 2016 11:30 UTC-3 | 5× 3×                                             | Статистика, Отчёт | 3×                                   | Арена ду Футуру, Рио-де-Жанейро Зрителей: 8452 Судьи: Рёэн, Арнтсен (NOR) |

| 8 августа 2016 11:30 UTC-3 | Франция                  | 25:26             | Россия               | Арена ду Футуру, Рио-де-Жанейро Зрителей: 4980 Судьи: Лах, Сок (SLO) |
| 8 августа 2016 11:30 UTC-3 | Александра Лакрабер — 11 | (10:15)           | 6 — Полина Кузнецова | Арена ду Футуру, Рио-де-Жанейро Зрителей: 4980 Судьи: Лах, Сок (SLO) |
| 8 августа 2016 11:30 UTC-3 | 6× 3×                    | Статистика, Отчёт | 4×                   | Арена ду Футуру, Рио-де-Жанейро Зрителей: 4980 Судьи: Лах, Сок (SLO) |

| 10 августа 2016 21:50 UTC-3 | Франция        | 27:11             | Аргентина          | Арена ду Футуру, Рио-де-Жанейро Зрителей: 7184 Судьи: Алпаидзе, Берёзкина (RUS) |
| 10 августа 2016 21:50 UTC-3 | Манон Уэтт — 8 | (15:4)            | 4 — Росио Кампильи | Арена ду Футуру, Рио-де-Жанейро Зрителей: 7184 Судьи: Алпаидзе, Берёзкина (RUS) |
| 10 августа 2016 21:50 UTC-3 | 4× 3×          | Статистика, Отчёт | 7× 2×              | Арена ду Футуру, Рио-де-Жанейро Зрителей: 7184 Судьи: Алпаидзе, Берёзкина (RUS) |

| 12 августа 2016 21:50 UTC-3 | Республика Корея | 17:21             | Франция                 | Арена ду Футуру, Рио-де-Жанейро Зрителей: 5305 Судьи: Хансен, Гьединг (DEN) |
| 12 августа 2016 21:50 UTC-3 | Сон Хай Рим — 5  | (11:11)           | 7 — Александра Лакрабер | Арена ду Футуру, Рио-де-Жанейро Зрителей: 5305 Судьи: Хансен, Гьединг (DEN) |
| 12 августа 2016 21:50 UTC-3 | 3× 1×            | Статистика, Отчёт | 6× 4×                   | Арена ду Футуру, Рио-де-Жанейро Зрителей: 5305 Судьи: Хансен, Гьединг (DEN) |

| 14 августа 2016 11:30 UTC-3 | Швеция            | 25:27             | Франция                 | Арена ду Футуру, Рио-де-Жанейро Зрителей: 5108 Судьи: Рёэн, Арнтсен (NOR) |
| 14 августа 2016 11:30 UTC-3 | Ямина Робертс — 8 | (13:15)           | 8 — Александра Лакрабер | Арена ду Футуру, Рио-де-Жанейро Зрителей: 5108 Судьи: Рёэн, Арнтсен (NOR) |
| 14 августа 2016 11:30 UTC-3 | 2×                | Статистика, Отчёт | 1× 4×                   | Арена ду Футуру, Рио-де-Жанейро Зрителей: 5108 Судьи: Рёэн, Арнтсен (NOR) |

Четвертьфинал
| 16 августа 2016 13:30 UTC-3 | Испания           | 26:27 (ОТ) | Франция                 | Арена ду Футуру, Рио-де-Жанейро Зрителей: 6153 Судьи: Алпаидзе, Берёзкина (RUS) |
| 16 августа 2016 13:30 UTC-3 | Нерея Пена — 13   | (12:5)     | 7 — Александра Лакрабер | Арена ду Футуру, Рио-де-Жанейро Зрителей: 6153 Судьи: Алпаидзе, Берёзкина (RUS) |
| 16 августа 2016 13:30 UTC-3 | 8× 4× 1×          | Статистика | 2×                      | Арена ду Футуру, Рио-де-Жанейро Зрителей: 6153 Судьи: Алпаидзе, Берёзкина (RUS) |
| 16 августа 2016 13:30 UTC-3 | ОВ: 23:23 ОТ: 3:4 |            |                         | Арена ду Футуру, Рио-де-Жанейро Зрителей: 6153 Судьи: Алпаидзе, Берёзкина (RUS) |

Полуфинал
| 18 августа 2016 15:30 UTC-3 | Нидерланды               | 23:24             | Франция         | Арена ду Футуру, Рио-де-Жанейро Зрителей: 8702 Судьи: Ку, Ли (KOR) |
| 18 августа 2016 15:30 UTC-3 | Лаура ван дер Хейден — 8 | (13:17)           | 7 — Алисон Пино | Арена ду Футуру, Рио-де-Жанейро Зрителей: 8702 Судьи: Ку, Ли (KOR) |
| 18 августа 2016 15:30 UTC-3 | 2× 3×                    | Статистика, Отчёт | 3× 2×           | Арена ду Футуру, Рио-де-Жанейро Зрителей: 8702 Судьи: Ку, Ли (KOR) |

Финал
| 20 августа 2016 15:30 UTC-3 | Франция                         | 19:22                    | Россия            | Арена ду Футуру, Рио-де-Жанейро Зрителей: 8656 Судьи: Рёэн, Арнтсен (NOR) |
| 20 августа 2016 15:30 UTC-3 | Сираба Дембеле, Алисон Пино — 5 | (7:10)                   | 5 — Анна Вяхирева | Арена ду Футуру, Рио-де-Жанейро Зрителей: 8656 Судьи: Рёэн, Арнтсен (NOR) |
| 20 августа 2016 15:30 UTC-3 | 1× 2×                           | Статистика, Отчёт, Видео | 2× 3×             | Арена ду Футуру, Рио-де-Жанейро Зрителей: 8656 Судьи: Рёэн, Арнтсен (NOR) |

Итог: по результатам олимпийского турнира женская сборная Франции по гандболу завоевала серебряные медали.

### Гимнастика

#### Спортивная гимнастика
В квалификационном раунде проходил отбор, как в финал командного многоборья, так и в финалы личных дисциплин. В финал индивидуального многоборья отбиралось 24 спортсмена с наивысшими результатами, а в финалы отдельных упражнений по 8 спортсменов, причём в финале личных дисциплин страна не могла быть представлена более, чем 2 спортсменами. В командном многоборье в квалификации на каждом снаряде выступали по 4 спортсмена, а в зачёт шли три лучших результата. В финале командных соревнований на каждом снаряде выступало по три спортсмена и все три результата шли в зачёт.
Мужчины
Многоборья
| Соревнование         | Спортсмены      | Квалификация        | Квалификация | Квалификация | Квалификация   | Квалификация        | Квалификация | Квалификация | Квалификация | Финал                 | Финал                 | Финал                 | Финал                 | Финал                 | Финал                 | Финал                 | Финал                 |
| Соревнование         | Спортсмены      | Вольные выступления | Конь         | Кольца       | Опорный прыжок | Параллельные брусья | Перекладина  | Всего        | Место        | Вольные выступления   | Конь                  | Кольца                | Опорный прыжок        | Параллельные брусья   | Перекладина           | Всего                 | Место                 |
| -------------------- | --------------- | ------------------- | ------------ | ------------ | -------------- | ------------------- | ------------ | ------------ | ------------ | --------------------- | --------------------- | --------------------- | --------------------- | --------------------- | --------------------- | --------------------- | --------------------- |
| личное многоборье    | Аксель Ожис     | 14,033              | 14,500       | 14,333       | 13,166         | 15,300              | 14,700       | 86,032       | 23 Q         | 13,933                | 13,100                | 13,933                | 14,266                | 14,766                | 12,900                | 82,898                | 21                    |
| личное многоборье    | Жюльен Гобо     | 13,066              | 14,233       | 14,500       | 13,700         | 14,766              | 14,300       | 84,565       | 29           | завершил выступление  | завершил выступление  | завершил выступление  | завершил выступление  | завершил выступление  | завершил выступление  | завершил выступление  | завершил выступление  |
| командное многоборье | Жюльен Гобо     | 13,066              | 14,233       | 14,500       | 13,700         | 14,766              | 14,300       |              |              | завершили выступление | завершили выступление | завершили выступление | завершили выступление | завершили выступление | завершили выступление | завершили выступление | завершили выступление |
| командное многоборье | Аксель Ожис     | 14,033              | 14,500       | 14,333       | 13,166         | 15,300              | 14,700       |              |              | завершили выступление | завершили выступление | завершили выступление | завершили выступление | завершили выступление | завершили выступление | завершили выступление | завершили выступление |
| командное многоборье | Данни Родригес  | 13,133              | 15,266       |              | 14,233         | 13,433              |              |              |              | завершили выступление | завершили выступление | завершили выступление | завершили выступление | завершили выступление | завершили выступление | завершили выступление | завершили выступление |
| командное многоборье | Самир Аит Саид  |                     |              | 15,533       | 12,866         |                     |              |              |              | завершили выступление | завершили выступление | завершили выступление | завершили выступление | завершили выступление | завершили выступление | завершили выступление | завершили выступление |
| командное многоборье | Сириль Томмазон | 13,966              | 15,650       |              |                | 14,100              |              |              |              | завершили выступление | завершили выступление | завершили выступление | завершили выступление | завершили выступление | завершили выступление | завершили выступление | завершили выступление |
| командное многоборье | всего           | 41,065              | 44,383       | 45,299       | 39,732         | 44,299              | 42,433       | 257,211      | 12           | завершили выступление | завершили выступление | завершили выступление | завершили выступление | завершили выступление | завершили выступление | завершили выступление | завершили выступление |

Индивидуальные упражнения
| Соревнование        | Спортсмены      | Квалификация | Квалификация | Финал                | Финал                |
| Соревнование        | Спортсмены      | Очки         | Место        | Очки                 | Место                |
| ------------------- | --------------- | ------------ | ------------ | -------------------- | -------------------- |
| вольные упражнения  | Аксель Ожис     | 14,033       | 44           | завершил выступление | завершил выступление |
| вольные упражнения  | Сириль Томмазон | 13,966       | 47           | завершил выступление | завершил выступление |
| вольные упражнения  | Жюльен Гобо     | 13,066       | 63           | завершил выступление | завершил выступление |
| конь                | Сириль Томмазон | 15,650       | 3 Q          |                      |                      |
| конь                | Аксель Ожис     | 14,500       | 26           | завершил выступление | завершил выступление |
| конь                | Жюльен Гобо     | 14,233       | 33           | завершил выступление | завершил выступление |
| конь                | Данни Родригес  | 13,133       | 59           | завершил выступление | завершил выступление |
| кольца              | Данни Родригес  | 15,266       | 10 Q         | 15,233               | 7                    |
| кольца              | Самир Аит Саид  | 15,533       | 6 Q          | завершил выступление | завершил выступление |
| кольца              | Жюльен Гобо     | 14,500       | 28           | завершил выступление | завершил выступление |
| кольца              | Аксель Ожис     | 14,333       | 31           | завершил выступление | завершил выступление |
| параллельные брусья | Аксель Ожис     | 15,300       | 17           | завершил выступление | завершил выступление |
| параллельные брусья | Жюльен Гобо     | 14,766       | 38           | завершил выступление | завершил выступление |
| параллельные брусья | Данни Родригес  | 14,233       | 50           | завершил выступление | завершил выступление |
| параллельные брусья | Сириль Томмазон | 14,100       | 52           | завершил выступление | завершил выступление |
| перекладина         | Аксель Ожис     | 14,700       | 23           | завершил выступление | завершил выступление |
| перекладина         | Жюльен Гобо     | 14,300       | 36           | завершил выступление | завершил выступление |
| перекладина         | Данни Родригес  | 13,433       | 60           | завершил выступление | завершил выступление |

Женщины
Многоборья
| Соревнование         | Спортсмены    | Квалификация   | Квалификация        | Квалификация | Квалификация       | Квалификация | Квалификация | Финал                 | Финал                 | Финал                 | Финал                 | Финал                 | Финал                 |
| Соревнование         | Спортсмены    | Опорный прыжок | Разновысокие брусья | Бревно       | Вольные упражнения | Всего        | Место        | Опорный прыжок        | Разновысокие брусья   | Бревно                | Вольные упражнения    | Всего                 | Место                 |
| -------------------- | ------------- | -------------- | ------------------- | ------------ | ------------------ | ------------ | ------------ | --------------------- | --------------------- | --------------------- | --------------------- | --------------------- | --------------------- |
| личное многоборье    | Марин Бреве   | 14,133         | 14,333              | 14,166       | 13,933             | 56,565       | 18 Q         |                       |                       |                       |                       |                       |                       |
| личное многоборье    | Луиза Ванхиль | 13,966         | 14,866              | 13,633       | 13,300             | 55,765       | 26 Q         |                       |                       |                       |                       |                       |                       |
| личное многоборье    | Ореан Лешено  | 12,300         | 13,166              | 13,633       | 13,666             | 52,765       | 46           | завершила выступление | завершила выступление | завершила выступление | завершила выступление | завершила выступление | завершила выступление |
| командное многоборье | Марин Бойе    | 14,200         |                     | 14,600       | 13,233             |              |              | завершили выступление | завершили выступление | завершили выступление | завершили выступление | завершили выступление | завершили выступление |
| командное многоборье | Марин Бреве   | 14,133         | 14,333              | 14,166       | 13,933             |              |              | завершили выступление | завершили выступление | завершили выступление | завершили выступление | завершили выступление | завершили выступление |
| командное многоборье | Лоан Ис       |                | 13,900              |              |                    |              |              | завершили выступление | завершили выступление | завершили выступление | завершили выступление | завершили выступление | завершили выступление |
| командное многоборье | Ореан Лешено  | 12,300         | 13,166              | 13,633       | 13,666             |              |              | завершили выступление | завершили выступление | завершили выступление | завершили выступление | завершили выступление | завершили выступление |
| командное многоборье | Луиза Ванхиль | 13,966         | 14,866              | 13,633       | 13,300             |              |              | завершили выступление | завершили выступление | завершили выступление | завершили выступление | завершили выступление | завершили выступление |
| командное многоборье | всего         | 42,299         | 43,099              | 42,399       | 40,899             | 168,696      | 11           | завершили выступление | завершили выступление | завершили выступление | завершили выступление | завершили выступление | завершили выступление |

Индивидуальные упражнения
| Соревнование        | Спортсмены    | Квалификация | Квалификация | Финал                 | Финал                 |
| Соревнование        | Спортсмены    | Очки         | Место        | Очки                  | Место                 |
| ------------------- | ------------- | ------------ | ------------ | --------------------- | --------------------- |
| разновысокие брусья | Луиза Ванхиль | 14,866       | 17           | завершила выступление | завершила выступление |
| разновысокие брусья | Марин Бреве   | 14,333       | 34           | завершила выступление | завершила выступление |
| разновысокие брусья | Лоан Ис       | 13,900       | 46           | завершила выступление | завершила выступление |
| разновысокие брусья | Ореан Лешено  | 12,300       | 60           | завершила выступление | завершила выступление |
| бревно              | Марин Бойе    | 14,600       | 9 Q          |                       |                       |
| бревно              | Марин Бреве   | 14,166       | 23           | завершила выступление | завершила выступление |
| бревно              | Луиза Ванхиль | 13,633       | 40           | завершила выступление | завершила выступление |
| бревно              | Ореан Лешено  | 13,633       | 41           | завершила выступление | завершила выступление |
| вольные упражнения  | Марин Бреве   | 13,933       | 23           | завершила выступление | завершила выступление |
| вольные упражнения  | Ореан Лешено  | 13,666       | 33           | завершила выступление | завершила выступление |
| вольные упражнения  | Луиза Ванхиль | 13,300       | 45           | завершила выступление | завершила выступление |
| вольные упражнения  | Марин Бойе    | 13,233       | 50           | завершила выступление | завершила выступление |

#### Художественная гимнастика
Женщины
| Соревнование              | Спортсмены        | Квалификация | Квалификация | Финал  | Финал |
| Соревнование              | Спортсмены        | Очки         | Место        | Очки   | Место |
| ------------------------- | ----------------- | ------------ | ------------ | ------ | ----- |
| индивидуальное многоборье | Ксения Мустафаева | 69,982       | 10 (Q)       | 68,240 | 10    |

#### Прыжки на батуте
Мужчины
| Соревнование      | Спортсмены | Квалификация | Квалификация | Финал | Финал |
| Соревнование      | Спортсмены | Очки         | Место        | Очки  | Место |
| ----------------- | ---------- | ------------ | ------------ | ----- | ----- |
| личное первенство |            |              |              |       |       |

Женщины
| Соревнование      | Спортсмены | Квалификация | Квалификация | Финал | Финал |
| Соревнование      | Спортсмены | Очки         | Место        | Очки  | Место |
| ----------------- | ---------- | ------------ | ------------ | ----- | ----- |
| личное первенство |            |              |              |       |       |

### Гольф
Последний раз соревнования по гольфу в рамках Олимпийских игр проходили в 1904 году. Соревнования гольфистов пройдут на 18-луночном поле, со счётом 72 пар. Каждый участник пройдёт все 18 лунок по 4 раза.
Мужчины
| Соревнование | Спортсмены    | Первый раунд | Первый раунд | Второй раунд | Второй раунд | Третий раунд | Третий раунд | Четвёртый раунд | Четвёртый раунд | Итоговый результат | Итоговое место |
| Соревнование | Спортсмены    | Очки         | Место        | Очки         | Место        | Очки         | Место        | Очки            | Место           | Итоговый результат | Итоговое место |
| ------------ | ------------- | ------------ | ------------ | ------------ | ------------ | ------------ | ------------ | --------------- | --------------- | ------------------ | -------------- |
| мужчины      | Грегори Бурди |              |              |              |              |              |              |                 |                 |                    |                |
| мужчины      | Жюльен Кен    |              |              |              |              |              |              |                 |                 |                    |                |

Женщины
| Соревнование | Спортсмены     | Первый раунд | Первый раунд | Второй раунд | Второй раунд | Третий раунд | Третий раунд | Четвёртый раунд | Четвёртый раунд | Итоговый результат | Итоговое место |
| Соревнование | Спортсмены     | Очки         | Место        | Очки         | Место        | Очки         | Место        | Очки            | Место           | Итоговый результат | Итоговое место |
| ------------ | -------------- | ------------ | ------------ | ------------ | ------------ | ------------ | ------------ | --------------- | --------------- | ------------------ | -------------- |
| женщины      | Карин Ишер     |              |              |              |              |              |              |                 |                 |                    |                |
| женщины      | Гвладис Носера |              |              |              |              |              |              |                 |                 |                    |                |

### Гребля на байдарках и каноэ

#### Гребля на гладкой воде
Соревнования по гребле на байдарках и каноэ на гладкой воде проходят в лагуне Родригу-ди-Фрейташ, которая находится на территории города Рио-де-Жанейро. В каждой дисциплине соревнования проходят в три этапа: предварительный раунд, полуфинал и финал.
Мужчины
| Соревнование                   | Спортсмены                                       | Предварительный раунд | Предварительный раунд | Предварительный раунд | Полуфинал | Полуфинал | Полуфинал | Финал | Финал | Итоговое место |
| Соревнование                   | Спортсмены                                       | Заплыв                | Время                 | Место                 | Заплыв    | Время     | Место     | Время | Место | Итоговое место |
| ------------------------------ | ------------------------------------------------ | --------------------- | --------------------- | --------------------- | --------- | --------- | --------- | ----- | ----- | -------------- |
| байдарки-одиночки, 200 метров  | Максим Бомон                                     |                       |                       |                       |           |           |           |       |       |                |
| байдарки-одиночки, 1000 метров | Сирилл Карре                                     |                       |                       |                       |           |           |           |       |       |                |
| байдарки-двойки, 200 метров    | Максим Бомон Себастьян Жув                       |                       |                       |                       |           |           |           |       |       |                |
| байдарки-двойки, 1000 метров   | Эттьен Юбер Арно Юбуа                            |                       |                       |                       |           |           |           |       |       |                |
| каноэ-одиночки, 1000 метров    | Арно Юбуа Эттьен Юбер Себастьян Жув Сирилл Карре |                       |                       |                       |           |           |           |       |       |                |
| каноэ-одиночки, 200 метров     | Тома Симар                                       |                       |                       |                       |           |           |           |       |       |                |
| каноэ-одиночки, 1000 метров    | Адриан Бар                                       |                       |                       |                       |           |           |           |       |       |                |

Женщины
| Соревнование                  | Спортсмены                                      | Предварительный раунд | Предварительный раунд | Предварительный раунд | Полуфинал | Полуфинал | Полуфинал | Финал | Финал | Итоговое место |
| Соревнование                  | Спортсмены                                      | Заплыв                | Время                 | Место                 | Заплыв    | Время     | Место     | Время | Место | Итоговое место |
| ----------------------------- | ----------------------------------------------- | --------------------- | --------------------- | --------------------- | --------- | --------- | --------- | ----- | ----- | -------------- |
| байдарки-одиночки, 200 метров | Сара Гуйо                                       |                       |                       |                       |           |           |           |       |       |                |
| байдарки-четвёрки, 500 метров | Манон Остенс Леа Жамело Амандин Лот Сара Троэль |                       |                       |                       |           |           |           |       |       |                |

#### Гребной слалом
Квалификационный раунд проходил в две попытки. Результат в каждой попытке складывался из времени, затраченного на прохождение трассы и суммы штрафных очков, которые спортсмен получал за неправильное прохождение ворот. Одно штрафное очко равнялось одной секунде. Из 2 попыток выбирался лучший результат, по результатам которого, выявлялись спортсмены с наименьшим количеством очков, которые проходили в следующий раунд. В полуфинале гребцы выполняли по одной попытки. В финал проходили спортсмены с наименьшим результатом.

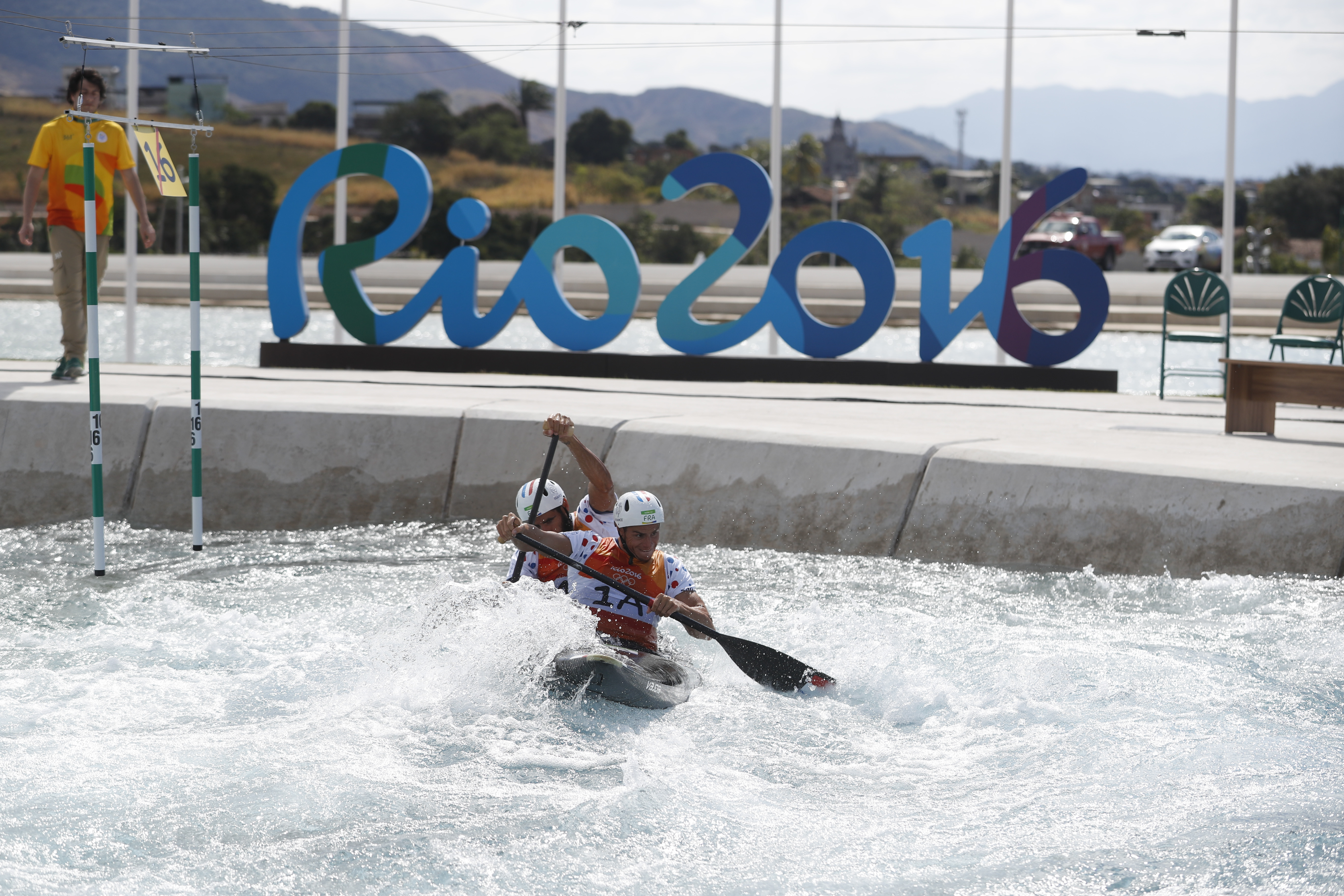
Готье Клаусс и Маттьё Пеше во время прохождения дистанции

Мужчины
| Соревнование      | Спортсмены               | Предварительный этап | Предварительный этап | Предварительный этап | Предварительный этап | Предварительный этап | Предварительный этап | Предварительный этап | Полуфинал | Полуфинал | Полуфинал | Полуфинал | Финал | Финал | Финал | Финал |
| Соревнование      | Спортсмены               | 1 попытка            | 1 попытка            | 1 попытка            | 2 попытка            | 2 попытка            | 2 попытка            | Место                | Полуфинал | Полуфинал | Полуфинал | Полуфинал | Финал | Финал | Финал | Финал |
| Соревнование      | Спортсмены               | Время                | Штраф                | Итог                 | Время                | Штраф                | Итог                 | Место                | Время     | Штраф     | Итог      | Место     | Время | Штраф | Итог  | Место |
| ----------------- | ------------------------ | -------------------- | -------------------- | -------------------- | -------------------- | -------------------- | -------------------- | -------------------- | --------- | --------- | --------- | --------- | ----- | ----- | ----- | ----- |
| байдарки-одиночки | Себастьен Комбо          | 89,13                | 0                    | 89,13                | 88,94                | 0                    | 88,94                | 9 Q                  | 94,59     | 0         | 94,59     | 8 Q       | 90,55 | 2     | 92,55 | 8     |
| каноэ-одиночки    | Дени Гарго Шаню          | 98,03                | 4                    | 102,03               | 91,48                | 2                    | 93,48                | 2 Q                  | 98,06     | 0         | 98,06     | 3 Q       | 94,17 | 0     | 94,17 | 1     |
| каноэ-двойки      | Готье Клаусс Маттьё Пеше | 101,35               | 2                    | 103,35               | 102,43               | 0                    | 102,43               | 2 Q                  |           |           |           |           |       |       |       |       |

Женщины
| Соревнование      | Спортсмены       | Предварительный этап | Предварительный этап | Предварительный этап | Предварительный этап | Предварительный этап | Предварительный этап | Предварительный этап | Полуфинал             | Полуфинал             | Полуфинал             | Полуфинал             | Финал                 | Финал                 | Финал                 | Финал                 |
| Соревнование      | Спортсмены       | 1 попытка            | 1 попытка            | 1 попытка            | 2 попытка            | 2 попытка            | 2 попытка            | Место                | Полуфинал             | Полуфинал             | Полуфинал             | Полуфинал             | Финал                 | Финал                 | Финал                 | Финал                 |
| Соревнование      | Спортсмены       | Время                | Штраф                | Итог                 | Время                | Штраф                | Итог                 | Место                | Время                 | Штраф                 | Итог                  | Место                 | Время                 | Штраф                 | Итог                  | Место                 |
| ----------------- | ---------------- | -------------------- | -------------------- | -------------------- | -------------------- | -------------------- | -------------------- | -------------------- | --------------------- | --------------------- | --------------------- | --------------------- | --------------------- | --------------------- | --------------------- | --------------------- |
| байдарки-одиночки | Мари-Зелья Лафон | 104,52               | 6                    | 110,52               | 116,67               | 2                    | 118,67               | 16                   | завершила выступление | завершила выступление | завершила выступление | завершила выступление | завершила выступление | завершила выступление | завершила выступление | завершила выступление |

### Дзюдо
Соревнования по дзюдо проводились по системе с выбыванием. В утешительные раунды попадали спортсмены, проигравшие полуфиналистам турнира. Два спортсмена, одержавших победу в утешительном раунде, в поединке за бронзу сражались с дзюдоистами, проигравшими в полуфинале.
Мужчины
| Категория    | Спортсмены      | 1/32 финала              | 1/16 финала                    | 1/8 финала             | Четвертьфинал          | Полуфинал             | Финал                | Место |
| Категория    | Спортсмены      | Соперник Результат       | Соперник Результат             | Соперник Результат     | Соперник Результат     | Соперник Результат    | Соперник Результат   | Место |
| ------------ | --------------- | ------------------------ | ------------------------------ | ---------------------- | ---------------------- | --------------------- | -------------------- | ----- |
| до 60 кг     | Валид Хяр       | PLEС. Якуб В 100:000     | BRAФ. Китадай П 000:001        | завершил выступление   | завершил выступление   | завершил выступление  | завершил выступление | 17    |
| до 66 кг     | Килиан ле Блук  | не участвовал            | GBRК. Оутс В 000s2:000s3       | KORАн Ба Уль П 000:110 | завершил выступление   | завершил выступление  | завершил выступление | 9     |
| до 73 кг     | Пьер Дюпра      | PRKХон Гук Хён В 100:000 | RUSД. Ярцев П 000s1:000        | завершил выступление   | завершил выступление   | завершил выступление  | завершил выступление | 17    |
| до 81 кг     | Лоик Пьетри     | не участвовал            | CANА. Валуа-Фортье П 000:001   | завершил выступление   | завершил выступление   | завершил выступление  | завершил выступление | 17    |
| до 90 кг     | Александр Иддир | не участвовал            | SUIС. Гроссклаус В 000s1:000s2 | USAК. Браун В 010:000  | JPNМ. Бейкер П 000:100 | Утешительный турнир   | Утешительный турнир  | 7     |
| до 90 кг     | Александр Иддир | не участвовал            | SUIС. Гроссклаус В 000s1:000s2 | USAК. Браун В 010:000  | JPNМ. Бейкер П 000:100 | SWEМ. Нюман П 000:100 | завершил выступление | 7     |
| до 100 кг    | Сириль Маре     |                          |                                |                        |                        |                       |                      |       |
| свыше 100 кг | Тедди Ринер     |                          |                                |                        |                        |                       |                      |       |

Женщины
| Категория   | Спортсмены        | 1/16 финала             | 1/8 финала                 | Четвертьфинал             | Полуфинал                | Финал                    | Место |
| Категория   | Спортсмены        | Соперник Результат      | Соперник Результат         | Соперник Результат        | Соперник Результат       | Соперник Результат       | Место |
| ----------- | ----------------- | ----------------------- | -------------------------- | ------------------------- | ------------------------ | ------------------------ | ----- |
| до 48 кг    | Летиция Пайе      | AUSХ. Райнер В 101:000  | MGLМ. Уранцэцэг П 000:100  | завершила выступление     | завершила выступление    | завершила выступление    | 9     |
| до 52 кг    | Присцилла Ньето   | Э. Чопп (SUI) П 000:100 | завершила выступление      | завершила выступление     | завершила выступление    | завершила выступление    | 17    |
| до 57 кг    | Отон Павья        | не участвовала          | GBRН. Смит-Дэвис В 001:000 | JPNК. Мацумото П 000:010  | Утешительный турнир      | Утешительный турнир      | 7     |
| до 57 кг    | Отон Павья        | не участвовала          | GBRН. Смит-Дэвис В 001:000 | JPNК. Мацумото П 000:010  | PORТ. Монтейру П 000:100 | завершила выступление    | 7     |
| до 63 кг    | Кларисс Агбеньену | не участвовала          | TURБ. Катипоглу В 102:000  | NEDА. ван Эмден В 101:000 | JPNМ. Тасиро В 000:000s1 | SLOТ. Трстеняк П 000:101 | 2     |
| до 70 кг    | Жевриз Эман       | не участвовала          | GBRС. Конуэй П 001:100     | завершила выступление     | завершила выступление    | завершила выступление    | 9     |
| до 78 кг    | Одри Чёмео        |                         |                            |                           |                          |                          |       |
| свыше 78 кг | Эмили Андеоль     |                         |                            |                           |                          |                          |       |

### Конный спорт
Выездка
Соревнования по выездке включали в себе три теста высшего уровня сложности по системе Международной федерации конного спорта (FEI): Большой Приз (англ. Grand Prix), Переездка Большого Приза (англ. Grand Prix Special) и КЮР Большого приза (англ. Grand Prix Freestyle). Итоговая оценка в каждом из тестов рассчитывалась, как среднее арифметическое значение оценок семи судей. В командный зачёт шли результаты Большого Приза и Переездки Большого Приза, а итоговая оценка рассчитывалась, как среднее значение оценок за два теста.
| Соревнование      | Спортсмены                                            | Большой Приз                       | Большой Приз | Переездка Большого Приза | Переездка Большого Приза | КЮР Большого Приза    | КЮР Большого Приза    | Всего     | Всего |
| Соревнование      | Спортсмены                                            | Результат                          | Место        | Результат                | Место                    | Результат             | Место                 | Результат | Место |
| ----------------- | ----------------------------------------------------- | ---------------------------------- | ------------ | ------------------------ | ------------------------ | --------------------- | --------------------- | --------- | ----- |
| личная выездка    | Карен Тебар лошадь — Don Luis                         | 75,029                             | 18 Q         |                          |                          |                       |                       |           |       |
| личная выездка    | Пьерр Волла лошадь — Badinda Altena                   | 71,500                             | 30 Q         |                          |                          |                       |                       |           |       |
| личная выездка    | Людовик Анри лошадь — After You                       | 69,214                             | 40           | завершил выступление     | завершил выступление     | завершил выступление  | завершил выступление  |           |       |
| личная выездка    | Стефани Брёссель лошадь — Amorak                      | 65,114                             | 55           | завершила выступление    | завершила выступление    | завершила выступление | завершила выступление |           |       |
| командная выездка | Стефани Брёссель Карен Тебар Пьерр Волла Людовик Анри | 71,914 65,114 75,029 71,500 69,214 | 8            | завершили выступление    | завершили выступление    | не проводится         | не проводится         |           |       |

Троеборье
Троеборье состоит из манежной езды, полевых испытаний и конкура. В выездке оценивается степень контроля всадника над лошадью и способность выполнить обязательные элементы выступления. Также при выступлении оценивается внешний вид лошади и всадника. Жюри выставляет, как положительные оценки за удачно выполненные упражнения, так и штрафные баллы за различного рода ошибки. После окончания выступления по специальной формуле вычисляется количество штрафных очков. Соревнования по кроссу требуют от лошади и её наездника высокой степени физической подготовленности и выносливости. Дистанция для кросса достаточно протяжённая и имеет множество препятствий различного типа. Штрафные очки во время кросса начисляются за сбитые препятствия, за превышение лимита времени и за опасную езду. В конкуре за каждое сбитое препятствие спортсмену начисляются 4 штрафных балла, а за превышение лимита времени 1 штрафное очко (за каждую каждую, сверх нормы времени, начатую секунду).
| Соревнование        | Спортсмены                                                 | Выездка | Кросс  | Кросс | Конкур | Конкур | Финальный конкур     | Финальный конкур     | Всего     | Всего |
| Соревнование        | Спортсмены                                                 | Штраф   | Штраф  | Штраф | Штраф  | Штраф  | Штраф                | Штраф                | Всего     | Всего |
| Соревнование        | Спортсмены                                                 | Баллы   | Прыжки | Время | Прыжки | Время  | Прыжки               | Время                | Результат | Место |
| ------------------- | ---------------------------------------------------------- | ------- | ------ | ----- | ------ | ------ | -------------------- | -------------------- | --------- | ----- |
| личное троеборье    | Астье Николя лошадь — Piaf de B’Neville                    | 42,00   | 0,00   | 0,00  | 0      | 0,00   | 4                    | 2,00                 | 48,00     | 2     |
| личное троеборье    | Тибо Валлетт лошадь — Qing du Briot                        | 41,00   | 0,00   | 24,40 | 0      | 0,00   | 4                    | 0,00                 | 69,40     | 13    |
| личное троеборье    | Матьё Лемуан лошадь — Bart L                               | 39,20   | 0,00   | 14,40 | 8      | 0,00   | 8                    | 0,00                 | 69,60     | 15    |
| личное троеборье    | Карим Флоран Лагуаг лошадь — Entebbe                       | 43,40   | 20,00  | 30,40 | 0      | 1,00   | завершил выступление | завершил выступление | 94,80     | 28    |
| командное троеборье | Карим Флоран Лагуаг Матьё Лемуан Астье Никола Тибо Валлетт | 122,20  | 38,80  | 38,80 | 8,00   | 8,00   | не проводится        | не проводится        | 169,00    | 1     |

Конкур
В каждом из раундов спортсменам необходимо было пройти дистанцию с разным количеством препятствий и разным лимитом времени. За каждое сбитое препятствие спортсмену начислялось 4 штрафных балла, за превышение лимита времени 1 штрафное очко (за каждые 5 секунд). В финал личного первенства могло пройти только три спортсмена от одной страны. Командный конкур проводился в рамках второго и третьего раунда индивидуальной квалификации. В зачёт командных соревнований шли три лучших результата, показанные спортсменами во время личного первенства. Если спортсмен выбывал из индивидуальных соревнований после первого или второго раундов, то он всё равно продолжал свои выступления, но результаты при этом шли только в командный зачёт.
| Соревнование     | Спортсмены                                           | Квалификация  | Квалификация  | Квалификация | Квалификация | Квалификация | Квалификация | Квалификация | Квалификация | Финал         | Финал         | Финал         | Финал         | Финал         | Итоговое место |
| Соревнование     | Спортсмены                                           | 1 раунд       | 1 раунд       | 2 раунд      | Всего        | Всего        | 3 раунд      | Всего        | Всего        | Финал A       | Финал A       | Финал B       | Всего         | Всего         | Итоговое место |
| Соревнование     | Спортсмены                                           | Штраф         | Место         | Штраф        | Штраф        | Место        | Штраф        | Штраф        | Место        | Штраф         | Место         | Штраф         | Штраф         | Место         | Итоговое место |
| ---------------- | ---------------------------------------------------- | ------------- | ------------- | ------------ | ------------ | ------------ | ------------ | ------------ | ------------ | ------------- | ------------- | ------------- | ------------- | ------------- | -------------- |
| личный конкур    | Роже-Ив Бост лошадь — Sydney Une Prince              |               |               |              |              |              |              |              |              |               |               |               |               |               |                |
| личный конкур    | Пенелопа Лепрево лошадь — Flora de Mariposa          |               |               |              |              |              |              |              |              |               |               |               |               |               |                |
| личный конкур    | Филипп Розье лошадь — Rahotep de Toscane             |               |               |              |              |              |              |              |              |               |               |               |               |               |                |
| личный конкур    | Кевин Сто лошадь — Rêveur de Hurtebise *HDC          | 4             | 27 Q          | 0            | 4            | 15 Q         | 0            | 4            | 7 Q          | 4             | 16 Q          | 8             | 12            | 22            | 22             |
| командный конкур | Роже-Ив Бост Пенелопа Лепрево Филипп Розье Кевин Сто | не проводится | не проводится | 1 0 4 0      | 1            | 5 Q          | 1 DNS 1 0    | 2            | 1            | не проводится | не проводится | не проводится | не проводится | не проводится | 1              |

### Лёгкая атлетика
Мужчины
Беговые дисциплины
| Дисциплина                         | Спортсмен                                                      | Предварительный раунд | Предварительный раунд | Предварительный раунд | Четвертьфиналы | Четвертьфиналы | Четвертьфиналы | Полуфиналы    | Полуфиналы    | Полуфиналы    | Финал | Финал |
| Дисциплина                         | Спортсмен                                                      | Забег                 | Время                 | Место                 | Забег          | Время          | Место          | Забег         | Время         | Место         | Время | Место |
| ---------------------------------- | -------------------------------------------------------------- | --------------------- | --------------------- | --------------------- | -------------- | -------------- | -------------- | ------------- | ------------- | ------------- | ----- | ----- |
| бег на 100 метров                  | Джимми Вико                                                    |                       |                       |                       |                |                |                |               |               |               |       |       |
| бег на 100 метров                  | Кристоф Леметр                                                 |                       |                       |                       |                |                |                |               |               |               |       |       |
| бег на 200 метров                  | Кристоф Леметр                                                 |                       |                       |                       |                |                |                |               |               |               |       |       |
| бег на 800 метров                  | Пьер-Амбруаз Босс                                              |                       |                       |                       | не проводится  | не проводится  | не проводится  |               |               |               |       |       |
| бег на 1500 метров                 | Флориан Карвалью                                               |                       |                       |                       | не проводится  | не проводится  | не проводится  |               |               |               |       |       |
| бег на 3000 метров с препятствиями | Йоанн Коваль                                                   |                       |                       |                       | не проводится  | не проводится  | не проводится  | не проводится | не проводится | не проводится |       |       |
| бег на 3000 метров с препятствиями | Махидин Мехисси-Бенаббад                                       |                       |                       |                       | не проводится  | не проводится  | не проводится  | не проводится | не проводится | не проводится |       |       |
| бег на 110 метров с барьерами      | Димитри Баску                                                  |                       |                       |                       | не проводится  | не проводится  | не проводится  |               |               |               |       |       |
| бег на 110 метров с барьерами      | Вийем Белосян                                                  |                       |                       |                       | не проводится  | не проводится  | не проводится  |               |               |               |       |       |
| бег на 110 метров с барьерами      | Паскаль Мартино-Лагард                                         |                       |                       |                       | не проводится  | не проводится  | не проводится  |               |               |               |       |       |
| Эстафета                           | Предварительный раунд                                          | Предварительный раунд | Предварительный раунд | Предварительный раунд | Полуфинал      | Полуфинал      | Полуфинал      | Финал         | Финал         | Финал         | Финал | Финал |
| Эстафета                           | Состав                                                         | Забег                 | Время                 | Место                 | Забег          | Время          | Место          | Состав        | Состав        | Состав        | Время | Место |
| эстафета 4×100 метров              | Марвин Рене Стюарт Дутамби Микаэль-Меба Зезе Джимми Вико       |                       |                       |                       | не проводится  | не проводится  | не проводится  |               |               |               |       |       |
| эстафета 4×400 метров              | Маме-Ибра Анне Тедди Атьен-Венель Мамаду Кассе Анн Тома Жордье |                       |                       |                       | не проводится  | не проводится  | не проводится  |               |               |               |       |       |

Шоссейные дисциплины
| Дисциплина              | Спортсмен     | Время | Место | Отставание |
| ----------------------- | ------------- | ----- | ----- | ---------- |
| ходьба на 20 километров | Кевин Кампьон |       |       |            |
| ходьба на 50 километров | Йоанн Дини    |       |       |            |

Технические дисциплины
| Дисциплина      | Спортсмен         | Квалификация | Квалификация | Финал     | Финал |
| Дисциплина      | Спортсмен         | Результат    | Место        | Результат | Место |
| --------------- | ----------------- | ------------ | ------------ | --------- | ----- |
| прыжок в длину  | Кафетьян Гоми     |              |              |           |       |
| тройной прыжок  | Бенжамен Компаоре |              |              |           |       |
| тройной прыжок  | Харольд Корреа    |              |              |           |       |
| прыжок с шестом | Стэнли Джозеф     |              |              |           |       |
| прыжок с шестом | Рено Лавиллени    |              |              |           |       |
| прыжок с шестом | Кевин Менальдо    |              |              |           |       |

Многоборье
| Дисциплина  | Спортсмен    | Параметр  | 100 м | длина | ядро  | высота | 400 м | 110 м с/б | диск  | шест | копьё | 1500 м  | Всего очков | Итоговое место |
| ----------- | ------------ | --------- | ----- | ----- | ----- | ------ | ----- | --------- | ----- | ---- | ----- | ------- | ----------- | -------------- |
| десятиборье | Бастьен Озей | Результат | 11,17 | 7,07  | 15,41 | 1,98   | 49,34 | 14,82     | 42,23 | 5,10 | 61,91 | 4:40,50 | 8064        | 13             |
| десятиборье | Бастьен Озей | Очки      | 823   | 830   | 815   | 785    | 845   | 871       | 710   | 941  | 767   | 677     | 8064        | 13             |
| десятиборье | Бастьен Озей | Место     | 27    | 23    | 2     | 19     | 17    | 19        | 20    | 6    | 13    | 16      | 8064        | 13             |
| десятиборье | Кевин Майер  | Результат | 10,81 | 7,60  | 15,76 | 2,04   | 48,28 | 14,02     | 46,78 | 5,40 | 65,04 | 4:25,49 | 8834        | 2              |
| десятиборье | Кевин Майер  | Очки      | 903   | 960   | 836   | 840    | 896   | 972       | 804   | 1035 | 814   | 774     | 8834        | 2              |
| десятиборье | Кевин Майер  | Место     | 9     | 5     | 1     | 10     | 8     | 3         | 6     | 1    | 6     | 6       | 8834        | 2              |

Женщины
Беговые дисциплины
| Дисциплина                    | Спортсмен                                                      | Предварительный раунд | Предварительный раунд | Предварительный раунд | Четвертьфиналы | Четвертьфиналы | Четвертьфиналы | Полуфиналы | Полуфиналы | Полуфиналы | Финал | Финал |
| Дисциплина                    | Спортсмен                                                      | Забег                 | Время                 | Место                 | Забег          | Время          | Место          | Забег      | Время      | Место      | Время | Место |
| ----------------------------- | -------------------------------------------------------------- | --------------------- | --------------------- | --------------------- | -------------- | -------------- | -------------- | ---------- | ---------- | ---------- | ----- | ----- |
| бег на 400 метров             | Флория Гуэй                                                    |                       |                       |                       | не проводится  | не проводится  | не проводится  |            |            |            |       |       |
| бег на 800 метров             | Жюстин Федроник                                                |                       |                       |                       | не проводится  | не проводится  | не проводится  |            |            |            |       |       |
| бег на 800 метров             | Ренель Лямот                                                   |                       |                       |                       | не проводится  | не проводится  | не проводится  |            |            |            |       |       |
| бег на 100 метров с барьерами | Синди Бийо                                                     |                       |                       |                       | не проводится  | не проводится  | не проводится  |            |            |            |       |       |
| бег на 100 метров с барьерами | Сандра Гоми                                                    |                       |                       |                       | не проводится  | не проводится  | не проводится  |            |            |            |       |       |
| бег на 400 метров с барьерами | Фара Анашарсис                                                 |                       |                       |                       | не проводится  | не проводится  | не проводится  |            |            |            |       |       |
| Эстафета                      | Предварительный раунд                                          | Предварительный раунд | Предварительный раунд | Предварительный раунд | Полуфинал      | Полуфинал      | Полуфинал      | Финал      | Финал      | Финал      | Финал | Финал |
| Эстафета                      | Состав                                                         | Забег                 | Время                 | Место                 | Забег          | Время          | Место          | Состав     | Состав     | Состав     | Время | Место |
| эстафета 4×100 метров         | Флориан Гнафуа Селин Дистель-Боне Дженнифер Гале Стелла Акакпо |                       |                       |                       | не проводится  | не проводится  | не проводится  |            |            |            |       |       |
| эстафета 4×400 метров         | Фара Анашарсис Брижит Нтиамоа Мари Гайо Флория Гуэй            |                       |                       |                       | не проводится  | не проводится  | не проводится  |            |            |            |       |       |

Шоссейные дисциплины
| Дисциплина              | Спортсмен     | Время | Место | Отставание |
| ----------------------- | ------------- | ----- | ----- | ---------- |
| марафон                 | Кристель Доне |       |       |            |
| ходьба на 20 километров | Эмили Менуэ   |       |       |            |

Технические дисциплины
| Дисциплина      | Спортсмен           | Квалификация | Квалификация | Финал     | Финал |
| Дисциплина      | Спортсмен           | Результат    | Место        | Результат | Место |
| --------------- | ------------------- | ------------ | ------------ | --------- | ----- |
| тройной прыжок  | Жанин Ассани Иссуф  |              |              |           |       |
| прыжок с шестом | Ванесса Бослак      |              |              |           |       |
| метание диска   | Полин Пусс          |              |              |           |       |
| метание диска   | Мелина Робер-Мишон  |              |              |           |       |
| метание копья   | Матильд Андро       |              |              |           |       |
| метание молота  | Александра Тавернье |              |              |           |       |

Многоборье
| Дисциплина | Спортсмен             | Параметр  | 100 м с/б | высота | ядро | 200 м | длина | копьё | 800 м | Всего очков | Итоговое место |
| ---------- | --------------------- | --------- | --------- | ------ | ---- | ----- | ----- | ----- | ----- | ----------- | -------------- |
| семиборье  | Антуанетта Нана Джиму | Результат |           |        |      |       |       |       |       |             |                |
| семиборье  | Антуанетта Нана Джиму | Очки      |           |        |      |       |       |       |       |             |                |
| семиборье  | Антуанетта Нана Джиму | Место     |           |        |      |       |       |       |       |             |                |

### Настольный теннис
Соревнования по настольному теннису проходили по системе плей-офф. Каждый матч продолжается до тех пор, пока один из теннисистов не выигрывает 4 партии. Сильнейшие 16 спортсменов начинали соревнования с третьего раунда, следующие 16 по рейтингу стартовали со второго раунда.
Мужчины
| Соревнование     | Спортсмены                                 | Квалификация       | Первый раунд       | Второй раунд       | Третий раунд          | 1/8 финала           | 1/4 финала           | Полуфинал            | Финал                | Место                |
| Соревнование     | Спортсмены                                 | Соперник Результат | Соперник Результат | Соперник Результат | Соперник Результат    | Соперник Результат   | Соперник Результат   | Соперник Результат   | Соперник Результат   | Место                |
| ---------------- | ------------------------------------------ | ------------------ | ------------------ | ------------------ | --------------------- | -------------------- | -------------------- | -------------------- | -------------------- | -------------------- |
| одиночный разряд | Симон Гози (13)                            | не участвовал      | не участвовал      | не участвовал      | UKRКоу Лэй (28) П 1:4 | завершил выступление | завершил выступление | завершил выступление | завершил выступление | завершил выступление |
| одиночный разряд | Эммануэль Лебессон (23)                    | не участвовал      | не участвовал      | ROUА. Кришан П 3:4 | завершил выступление  | завершил выступление | завершил выступление | завершил выступление | завершил выступление | завершил выступление |
| командный разряд | Симон Гози Эммануэль Лебессон Тристан Флор | не проводится      | не проводится      | не проводится      | не проводится         | Великобритания · :   |                      |                      |                      |                      |

Женщины
| Соревнование     | Спортсмены  | Квалификация       | Первый раунд       | Второй раунд       | Третий раунд         | 1/8 финала           | 1/4 финала            | Полуфинал             | Финал                 | Место                 |
| Соревнование     | Спортсмены  | Соперник Результат | Соперник Результат | Соперник Результат | Соперник Результат   | Соперник Результат   | Соперник Результат    | Соперник Результат    | Соперник Результат    | Место                 |
| ---------------- | ----------- | ------------------ | ------------------ | ------------------ | -------------------- | -------------------- | --------------------- | --------------------- | --------------------- | --------------------- |
| одиночный разряд | Ли Сюэ (30) | не участвовала     | не участвовала     | PURА. Диас В 4:0   | NEDЛи Цзе (11) В 4:3 | GERХань Ин (5) П 1:4 | завершила выступление | завершила выступление | завершила выступление | завершила выступление |

### Парусный спорт
Соревнования по парусному спорту в каждом из классов состояли из 10 гонок, за исключением класса 49-й, где проводилось 12 заездов. В каждой гонке спортсмены начинали заплыв с общего старта. Победителем каждой из гонок становился экипаж, первым пересекший финишную черту. Количество очков, идущих в общий зачёт, соответствовало занятому командой месту. 10 лучших экипажей по результатам 10 заплывов попадали в медальную гонку, результаты которой также шли в общий зачёт. В медальной гонке, очки, полученные экипажем удваивались. В случае если участник соревнований не смог завершить гонку ему начислялось количество очков, равное количеству участников плюс один. При итоговом подсчёте очков не учитывался худший результат, показанный экипажем в одной из гонок. Сборная, набравшая наименьшее количество очков, становится олимпийским чемпионом.
Мужчины
| Класс | Спортсмены        | Гонка | Гонка | Гонка | Гонка | Гонка | Гонка | Гонка | Гонка | Гонка | Гонка | Гонка         | Гонка         | Гонка | Очки | Место |
| Класс | Спортсмены        | 1     | 2     | 3     | 4     | 5     | 6     | 7     | 8     | 9     | 10    | 11            | 12            | M     | Очки | Место |
| ----- | ----------------- | ----- | ----- | ----- | ----- | ----- | ----- | ----- | ----- | ----- | ----- | ------------- | ------------- | ----- | ---- | ----- |
| RS:X  | Пьер Ле Кок       |       |       |       |       |       |       |       |       |       |       | Не проводится | Не проводится |       |      |       |
| 470   |                   |       |       |       |       |       |       |       |       |       |       | Не проводится | Не проводится |       |      |       |
| Лазер | Жан-Батист Берназ |       |       |       |       |       |       |       |       |       |       | Не проводится | Не проводится |       |      |       |
| Финн  | Жонатан Лобер     |       |       |       |       |       |       |       |       |       |       | Не проводится | Не проводится |       |      |       |
| 49-й  |                   |       |       |       |       |       |       |       |       |       |       |               |               |       |      |       |

Женщины
| Класс        | Спортсмены            | Гонка | Гонка | Гонка | Гонка | Гонка | Гонка | Гонка | Гонка | Гонка | Гонка | Гонка         | Гонка         | Гонка | Очки | Место |
| Класс        | Спортсмены            | 1     | 2     | 3     | 4     | 5     | 6     | 7     | 8     | 9     | 10    | 11            | 12            | M     | Очки | Место |
| ------------ | --------------------- | ----- | ----- | ----- | ----- | ----- | ----- | ----- | ----- | ----- | ----- | ------------- | ------------- | ----- | ---- | ----- |
| RS:X         | Шарлин Пикон          |       |       |       |       |       |       |       |       |       |       | Не проводится | Не проводится |       |      |       |
| 470          |                       |       |       |       |       |       |       |       |       |       |       | Не проводится | Не проводится |       |      |       |
| Лазер Радиал | Матильде де Керанга   |       |       |       |       |       |       |       |       |       |       | Не проводится | Не проводится |       |      |       |
| 49-й FX      | Оде Компан Сара Стеяр |       |       |       |       |       |       |       |       |       |       |               |               |       |      |       |

Открытый класс
Соревнования в олимпийском классе катамаранов Накра 17 дебютируют в программе летних Олимпийских игр. Каждый экипаж представлен смешанным дуэтом яхтсменов.
| Класс    | Спортсмены | Гонка | Гонка | Гонка | Гонка | Гонка | Гонка | Гонка | Гонка | Гонка | Гонка | Гонка | Очки | Место |
| Класс    | Спортсмены | 1     | 2     | 3     | 4     | 5     | 6     | 7     | 8     | 9     | 10    | M     | Очки | Место |
| -------- | ---------- | ----- | ----- | ----- | ----- | ----- | ----- | ----- | ----- | ----- | ----- | ----- | ---- | ----- |
| Накра 17 |            |       |       |       |       |       |       |       |       |       |       |       |      |       |

### Регби-7

##### Мужчины
Мужская сборная Франции квалифицировалась на Игры, заняв первое место по итогам Чемпионат Европы 2015 года.
Состав
Результаты
Групповой этап (Группа B)
| Место | Команда   | И | В | Н | П | ОЗ | ОП | +/- | Очки |
| ----- | --------- | - | - | - | - | -- | -- | --- | ---- |
| 1     | ЮАР       | 3 | 2 | 0 | 1 | 55 | 12 | +43 | 7    |
| 2     | Франция   | 3 | 2 | 0 | 1 | 57 | 45 | +12 | 7    |
| 3     | Австралия | 3 | 2 | 0 | 1 | 52 | 48 | +4  | 7    |
| 4     | Испания   | 3 | 0 | 0 | 3 | 17 | 76 | -59 | 3    |

| 9 августа 2016 11:00 UTC-3                                   | \| Австралия \| 14:31 (0:17, 14:14) Протокол \| Франция \| \| Джесси Парахи 8' · Эд Дженкинс 10' · Джеймс Станнард 8', 10' \| Голы \| Терри Бурауа 5', 7', 14+' · Мануэль Далль'инья 13' · Терри Бурауа 7+' · Терри Бурауа 5', 7', 14' · Венсан Иньиго 14+' \| | Стадион Деодоро, Рио-де-Жанейро Судьи: Майк Адамсон                                                                   |
| Австралия                                                    | 14:31 (0:17, 14:14) Протокол | Франция |
| Джесси Парахи 8' · Эд Дженкинс 10' · Джеймс Станнард 8', 10' | Голы | Терри Бурауа 5', 7', 14+' · Мануэль Далль'инья 13' · Терри Бурауа 7+' · Терри Бурауа 5', 7', 14' · Венсан Иньиго 14+' |

| 9 августа 2016 16:30 UTC-3                                                                                       | \| ЮАР \| 26:0 (19:0, 7:0) Протокол \| Франция \| \| Джастин Гедалд 1' · Квагга Смит 4' · Кайл Браун 7' · Дилан Сейдж 7' · Сесил Африка 2', 4', 13' · Сесил Африка 7' \| Голы \| \| | Стадион Деодоро, Рио-де-Жанейро Судьи: Ричард Келли |
| ЮАР | 26:0 (19:0, 7:0) Протокол | Франция                                             |
| Джастин Гедалд 1' · Квагга Смит 4' · Кайл Браун 7' · Дилан Сейдж 7' · Сесил Африка 2', 4', 13' · Сесил Африка 7' | Голы |                                                     |

| 10 августа 2016 11:00 UTC-3                                                                                 | \| Франция \| 26:5 (7:0, 19:5) Протокол \| Испания \| \| Вирими Вакатава 4', 8' · Дамьен Клер 11' · Жереми Айкарди 12' · Терри Бурауа 4', 11', 12' · Терри Бурауа 8' \| Голы \| Сесар Семпере 14+' · Игор Хенуа 14+' \| | Стадион Деодоро, Рио-де-Жанейро Судьи: Энтони Мойес |
| Франция | 26:5 (7:0, 19:5) Протокол | Испания                                             |
| Вирими Вакатава 4', 8' · Дамьен Клер 11' · Жереми Айкарди 12' · Терри Бурауа 4', 11', 12' · Терри Бурауа 8' | Голы | Сесар Семпере 14+' · Игор Хенуа 14+'                |

 Четвертьфинал
| 10 августа 2016 17:30 UTC-3                                             | \| Япония \| 12:7 (0:7, 12:0) Протокол \| Франция \| \| Лоте Тукири 8' · Тэруя Гото 14' · Кацуюки Сакаи 14+' · Кацуюки Сакаи 8' \| Голы \| Дамьен Клер 4' · Терри Бурауа 5' \| | Стадион Деодоро, Рио-де-Жанейро Судьи: Ричард Келли |
| Япония                                                                  | 12:7 (0:7, 12:0) Протокол | Франция                                             |
| Лоте Тукири 8' · Тэруя Гото 14' · Кацуюки Сакаи 14+' · Кацуюки Сакаи 8' | Голы | Дамьен Клер 4' · Терри Бурауа 5'                    |

##### Женщины
Женская сборная Франции квалифицировалась на Игры, заняв первое место по итогам Чемпионат Европы 2015 года.
Состав
| Номер | Имя              | Дата рождения | Рост, см | Вес, кг | Клуб            | Игры | Очки    | Очки       | Очки     | Очки  |
| Номер | Имя              | Дата рождения | Рост, см | Вес, кг | Клуб            | Игры | Попытки | Реализации | Штрафные | Всего |
| ----- | ---------------- | ------------- | -------- | ------- | --------------- | ---- | ------- | ---------- | -------- | ----- |
| 1     | Роз Тома         | 29.11.1988    | 163      | 66      | Унион Бордо     | 5    | 0       | 0          | 0        | 0     |
| 2     | Одри Амьель      | 03.03.1987    | 164      | 65      | Стэд Франсе     | 5    | 1       | 0          | 0        | 5     |
| 3     | Маржори Маян     | 17.11.1990    | 171      | 68      | Бланьяк         | 5    | 1       | 0          | 0        | 5     |
| 4     | Полин Бискара    | 08.05.1989    | 157      | 53      | Бобиньи 93      | 5    | 0       | 5/7        | 0        | 10    |
| 5     | Жад Ле Песк      | 12.10.1992    | 163      | 63      | Ренн            | 6    | 2       | 5/10       | 0        | 20    |
| 6     | Фанни Орта       | 22.01.1986    | 166      | 63      | ФФР Маркусси    | 6    | 1       | 0          | 0        | 5     |
| 7     | Каролин Ладаньюс | 22.09.1988    | 172      | 65      | Бобиньи 93      | 6    | 3       | 0          | 0        | 15    |
| 8     | Камиль Грассино  | 10.09.1990    | 165      | 58      | Унион Бордо     | 6    | 3       | 0          | 0        | 15    |
| 9     | Дженифер Тронси  | 26.01.1986    | 157      | 58      | Монпелье        | 1    | 0       | 0          | 0        | 0     |
| 10    | Элоди Гильон     | 28.01.1990    | 166      | 63      | ФФР Маркусси    | 6    | 1       | 0          | 0        | 5     |
| 11    | Шеннон Изар      | 08.05.1993    | 172      | 68      | Лилль Метрополь | 1    | 0       | 0          | 0        | 0     |
| 12    | Лина Герен       | 16.04.1991    | 175      | 64      | АСМ Маркусси    | 5    | 5       | 0          | 0        | 25    |
| 14    | Жесси Тремульер  | 29.07.1992    | 180      | 73      | Романья         | 1    | 0       | 0          | 0        | 0     |

| Должность      | Имя           | Гражданство | Дата рождения |
| -------------- | ------------- | ----------- | ------------- |
| Главный тренер | Давид Куртье  | Франция     |               |
| Менеджер       | Жан-Жак Годри | Франция     |               |
| Физиотерапевт  | Томас Помми   | Франция     |               |

Результаты
Групповой этап (Группа B)
| Место | Команда        | И | В | Н | П | ОЗ  | ОП  | +/- | Очки |
| ----- | -------------- | - | - | - | - | --- | --- | --- | ---- |
| 1     | Новая Зеландия | 3 | 3 | 0 | 0 | 109 | 12  | +97 | 9    |
| 2     | Франция        | 3 | 2 | 0 | 1 | 71  | 40  | +31 | 7    |
| 3     | Испания        | 3 | 1 | 0 | 2 | 31  | 65  | -34 | 5    |
| 4     | Кения          | 3 | 0 | 0 | 3 | 17  | 111 | -94 | 3    |

| 6 августа 2016 11:00 UTC-3                                                                                                 | \| Франция \| 24:7 (12:0, 12:7) Протокол \| Испания \| \| Камиль Грассино 3' · Лина Герин 6' · Каролин Ладанью 9' · Элоди Гиглион 15' · Полин Бискара 4', 10' · Полин Бискара 6' 15' \| Голы \| 13' Патрисия Гарсия · 13' Патрисия Гарсия \| | Стадион Деодоро, Рио-де-Жанейро Судьи: Эми Перретт |
| Франция | 24:7 (12:0, 12:7) Протокол | Испания                                            |
| Камиль Грассино 3' · Лина Герин 6' · Каролин Ладанью 9' · Элоди Гиглион 15' · Полин Бискара 4', 10' · Полин Бискара 6' 15' | Голы | 13' Патрисия Гарсия · 13' Патрисия Гарсия          |

| 6 августа 2016 16:00 UTC-3 | \| Франция \| 40:7 (14:7, 26:0) Протокол \| Кения \| \| Каролин Ладанью 4', 14' · Жад Ле Песк 7+' · Фанни Орта 8' · Лина Герин 11' · Одри Амьель 14+' · Жад Ле Песк 4', 7+', 9', 11' · Полин Бискара 14+' · Жад Ле Песк 14' \| Голы \| Селестин Масинде 7' · Джанет Овино 7' \| | Стадион Деодоро, Рио-де-Жанейро Судьи: Альхамбра Ньевас |
| Франция | 40:7 (14:7, 26:0) Протокол | Кения                                                   |
| Каролин Ладанью 4', 14' · Жад Ле Песк 7+' · Фанни Орта 8' · Лина Герин 11' · Одри Амьель 14+' · Жад Ле Песк 4', 7+', 9', 11' · Полин Бискара 14+' · Жад Ле Песк 14' | Голы | Селестин Масинде 7' · Джанет Овино 7'                   |

| 7 августа 2016 11:30 UTC-3 | \| Новая Зеландия \| 26:7 (19:7, 7:0) Протокол \| Франция \| \| Келли Брейзия 1' · Хуриана Мануэль 3' · Портия Вудман 6' · Кайла Макалистер 13' · Тайла Натан-Вонг 1', 4', 13' · Тайла Натан-Вонг 7' \| Голы \| Камиль Грассино 7+' · Полин Бискара 7+' \| | Стадион Деодоро, Рио-де-Жанейро Судьи: Раста Расивинье |
| Новая Зеландия | 26:7 (19:7, 7:0) Протокол | Франция                                                |
| Келли Брейзия 1' · Хуриана Мануэль 3' · Портия Вудман 6' · Кайла Макалистер 13' · Тайла Натан-Вонг 1', 4', 13' · Тайла Натан-Вонг 7' | Голы | Камиль Грассино 7+' · Полин Бискара 7+'                |

Четвертьфинал
| 7 августа 2016 17:30 UTC-3                                                                             | \| Канада \| 15:5 (5:5, 10:0) Протокол \| Франция \| \| Кайла Молески 6' · Бьянка Фарелла 12' · Жислен Ландри 14+' · Жислен Ландри 6' 13' · Келли Расселл 14+' \| Голы \| Жад Ле Песк 3' · Жад Ле Песк 3' \| | Стадион Деодоро, Рио-де-Жанейро Судьи: Эми Перретт |
| Канада                                                                                                 | 15:5 (5:5, 10:0) Протокол | Франция                                            |
| Кайла Молески 6' · Бьянка Фарелла 12' · Жислен Ландри 14+' · Жислен Ландри 6' 13' · Келли Расселл 14+' | Голы | Жад Ле Песк 3' · Жад Ле Песк 3'                    |

Полуфинал за 5-8-е места
| 8 августа 2016 13:30 UTC-3                                                         | \| Испания \| 12:24 (0:17, 12:7) Протокол \| Франция \| \| Амая Эрбина 13' · Йера Эчебаррия 14+' · Патрисия Гарсия 13' · Патрисия Гарсия 14+' \| Голы \| Маржори Маян 2' · Лина Герин 3', 7+', 10' · Жад Ле Песк 4' · Полин Бискара 10' · Жад Ле Песк 2' 7+' \| | Стадион Деодоро, Рио-де-Жанейро Судьи: Джеймс Болабиу                                               |
| Испания                                                                            | 12:24 (0:17, 12:7) Протокол | Франция                                                                                             |
| Амая Эрбина 13' · Йера Эчебаррия 14+' · Патрисия Гарсия 13' · Патрисия Гарсия 14+' | Голы | Маржори Маян 2' · Лина Герин 3', 7+', 10' · Жад Ле Песк 4' · Полин Бискара 10' · Жад Ле Песк 2' 7+' |

Матч за 5-е место
| 8 августа 2016 18:00 UTC-3          | \| Франция \| 5:19 (5:0, 0:19) Протокол \| США \| \| Камиль Грассино 6' · Жад Ле Песк 7' \| Голы \| Алев Келтер 8' · Джессика Джавелет 10' · Джоан Фаавеси 12' · Алев Келтер 8' · Райчел Стивенс 12' · Алев Келтер 10' \| | Стадион Деодоро, Рио-де-Жанейро Судьи: Сара Кокс                                                                   |
| Франция                             | 5:19 (5:0, 0:19) Протокол | США |
| Камиль Грассино 6' · Жад Ле Песк 7' | Голы | Алев Келтер 8' · Джессика Джавелет 10' · Джоан Фаавеси 12' · Алев Келтер 8' · Райчел Стивенс 12' · Алев Келтер 10' |

Итог: по результатам олимпийского турнира женская сборная Франции по регби-7 заняла 6-е место.

### Современное пятиборье
Современное пятиборье включает в себя: стрельбу, плавание, фехтование, верховую езду и бег. Как и на предыдущих Играх бег и стрельба были объединены в один вид — комбайн. В комбайне спортсмены стартовали с гандикапом, набранным за предыдущие три дисциплины (4 очка = 1 секунда). Олимпийским чемпионом становится спортсмен, который пересекает финишную линию первым.
Мужчины
| Соревнование      | Спортсмены      | Фехтование | Фехтование | Фехтование | Плавание | Плавание | Плавание | Верховая езда | Верховая езда | Верховая езда | Комбайн | Комбайн | Комбайн | Всего     | Всего |
| Соревнование      | Спортсмены      | Побед      | Очки       | Место      | Время    | Очки     | Место    | Штраф         | Очки          | Место         | Время   | Очки    | Место   | Результат | Место |
| ----------------- | --------------- | ---------- | ---------- | ---------- | -------- | -------- | -------- | ------------- | ------------- | ------------- | ------- | ------- | ------- | --------- | ----- |
| личное первенство | Валентин Бело   |            |            |            |          |          |          |               |               |               |         |         |         |           |       |
| личное первенство | Валентин Прадес |            |            |            |          |          |          |               |               |               |         |         |         |           |       |

Женщины
| Соревнование      | Спортсмены    | Фехтование | Фехтование | Фехтование | Плавание | Плавание | Плавание | Верховая езда | Верховая езда | Верховая езда | Комбайн | Комбайн | Комбайн | Всего     | Всего |
| Соревнование      | Спортсмены    | Побед      | Очки       | Место      | Время    | Очки     | Место    | Штраф         | Очки          | Место         | Время   | Очки    | Место   | Результат | Место |
| ----------------- | ------------- | ---------- | ---------- | ---------- | -------- | -------- | -------- | ------------- | ------------- | ------------- | ------- | ------- | ------- | --------- | ----- |
| личное первенство | Элоди Клувель |            |            |            |          |          |          |               |               |               |         |         |         |           |       |

### Стрельба
В январе 2013 года Международная федерация спортивной стрельбы приняла новые правила проведения соревнований на 2013—2016 года, которые, в частности, изменили порядок проведения финалов. Во многих дисциплинах спортсмены, прошедшие в финал, теперь начинают решающий раунд без очков, набранных в квалификации, а финал проходит по системе с выбыванием. Также в финалах после каждого раунда стрельбы из дальнейшей борьбы выбывает спортсмен с наименьшим количеством баллов. В скоростном пистолете решающие поединки проходят по системе попал-промах. В стендовой стрельбе добавился полуфинальный раунд, где определяются по два участника финального матча и поединка за третье место.
Мужчины
| Соревнование                          | Спортсмены        | Квалификация | Квалификация | Полуфинал     | Полуфинал     | Финал                | Финал                |
| Соревнование                          | Спортсмены        | Результат    | Место        | Результат     | Место         | Соперник/ Результат  | Место                |
| ------------------------------------- | ----------------- | ------------ | ------------ | ------------- | ------------- | -------------------- | -------------------- |
| пневматическая винтовка, 10 метров    | Валерьян Совеплан | 621,1        | 26           | не проводится | не проводится | завершил выступление | завершил выступление |
| пневматическая винтовка, 10 метров    | Жереми Монье      | 618,5        | 38           | не проводится | не проводится | завершил выступление | завершил выступление |
| винтовка лёжа, 50 метров              | Сириль Графф      |              |              | не проводится | не проводится |                      |                      |
| винтовка лёжа, 50 метров              | Жереми Монье      |              |              | не проводится | не проводится |                      |                      |
| винтовка из трёх положений, 50 метров | Алексис Рено      |              |              | не проводится | не проводится |                      |                      |
| винтовка из трёх положений, 50 метров | Валерьян Совеплан |              |              | не проводится | не проводится |                      |                      |
| скорострельный пистолет, 25 метров    | Жан Кикампуа      |              |              | не проводится | не проводится |                      |                      |
| скит                                  | Эрик Делоне       |              |              |               |               |                      |                      |
| скит                                  | Антони Терра      |              |              |               |               |                      |                      |

Женщины
| Соревнование                          | Спортсмены      | Квалификация | Квалификация | Полуфинал             | Полуфинал             | Финал                 | Финал                 |
| Соревнование                          | Спортсмены      | Результат    | Место        | Результат             | Место                 | Соперник/ Результат   | Место                 |
| ------------------------------------- | --------------- | ------------ | ------------ | --------------------- | --------------------- | --------------------- | --------------------- |
| винтовка из трёх положений, 50 метров | Лоренс Бриз     |              |              | не проводится         | не проводится         |                       |                       |
| пневматический пистолет, 10 метров    | Селин Гобервиль | 383          | 10           | не проводится         | не проводится         | завершила выступление | завершила выступление |
| пневматический пистолет, 10 метров    | Стефани Тироде  | 381          | 13           | не проводится         | не проводится         | завершила выступление | завершила выступление |
| пистолет, 25 метров                   | Стефани Тироде  | 573          | 26           | завершила выступление | завершила выступление | завершила выступление | завершила выступление |
| пистолет, 25 метров                   | Матильде Ламоль | 550          | 39           | завершила выступление | завершила выступление | завершила выступление | завершила выступление |

### Стрельба из лука
В квалификации соревнований лучники выполняют 12 серий выстрелов по 6 стрел с расстояния 70-ти метров. По итогам предварительного раунда составляется сетка плей-офф, где в 1/32 финала 1-й номер посева встречается с 64-м, 2-й с 63-м и.т.д. В поединках на выбывание спортсмены выполняют по три выстрела. Участник, набравший за эту серию больше очков получает 2 очка. Если же оба лучника набрали одинаковое количество баллов, то они получают по одному очку. Победителем пары становится лучник, первым набравший 6 очков.
Мужчины
| Соревнование              | Спортсмены                                  | Квалификация | Квалификация | 1/32 финала                 | 1/16 финала            | 1/8 финала            | Четвертьфинал         | Полуфинал             | Финал                 | Место |
| Соревнование              | Спортсмены                                  | Результат    | Место        | Соперник Результат          | Соперник Результат     | Соперник Результат    | Соперник Результат    | Соперник Результат    | Соперник Результат    | Место |
| ------------------------- | ------------------------------------------- | ------------ | ------------ | --------------------------- | ---------------------- | --------------------- | --------------------- | --------------------- | --------------------- | ----- |
| индивидуальное первенство | Жан-Шарль Валладон                          | 680          | 8            | CIVФ. Куасси (57) В 6:4     | UKRВ. Рубан (25) В 6:0 | THAВ. Тхамвонг (41) : |                       |                       |                       |       |
| индивидуальное первенство | Лукас Даниель                               | 666          | 21           | ESPМ. Альвариньо (44) П 0:6 | завершил выступление   | завершил выступление  | завершил выступление  | завершил выступление  | завершил выступление  | 33    |
| индивидуальное первенство | Пьер Плион                                  | 657          | 36           | TURМ. Газоз (29) П 5:6      | завершил выступление   | завершил выступление  | завершил выступление  | завершил выступление  | завершил выступление  | 33    |
| командное первенство      | Лукас Даниель Пьер Плион Жан-Шарль Валладон | 2003         | 5            | не проводится               | не проводится          | Малайзия (12) · В 6:2 | Австралия (4) · П 3:5 | завершили выступление | завершили выступление | 5     |

### Теннис
Соревнования пройдут на кортах олимпийского теннисного центра. Теннисные матчи будут проходить на кортах с твёрдым покрытием DecoTurf, на которых также проходит и Открытый чемпионат США.
Мужчины
| Соревнование     | Спортсмены                          | 1/32 финала                   | 1/16 финала                          | 1/8 финала            | Четвертьфинал         | Полуфинал             | Финал                 | Место                 |
| Соревнование     | Спортсмены                          | Соперник Результат            | Соперник Результат                   | Соперник Результат    | Соперник Результат    | Соперник Результат    | Соперник Результат    | Место                 |
| ---------------- | ----------------------------------- | ----------------------------- | ------------------------------------ | --------------------- | --------------------- | --------------------- | --------------------- | --------------------- |
| одиночный разряд | Гаэль Монфис (6)                    | CANВ. Поспишил В 6:1, 6:3     | BRAР. Дутра да Силва 6:2, 6:4        | CROМ. Чилич (9) :     |                       |                       |                       |                       |
| одиночный разряд | Жиль Симон (15)                     | CROБ. Чорич В 6:4, 7:61       | JPNЮ. Сугита В 7:63, 6:2             | Р. Надаль (ESP) (3) : |                       |                       |                       |                       |
| одиночный разряд | Жо-Вильфрид Тсонга (5)              | TUNМ. Джазири В 4:6, 7:5, 6:3 | LUXЖ. Мюллер П 4:6, 3:6              | завершил выступление  | завершил выступление  | завершил выступление  | завершил выступление  | завершил выступление  |
| одиночный разряд | Бенуа Пер (16)                      | CZEЛ. Росол В 3:6, 6:3, 6:4   | ITAФ. Фоньини П 6:4, 4:6, 65:7       | завершил выступление  | завершил выступление  | завершил выступление  | завершил выступление  | завершил выступление  |
| парный разряд    | Николя Маю Пьер-Юг Эрбер (1)        | не проводится                 | COLХ.С. Кабаль / Р. Фара П 64:7, 3:6 | завершили выступление | завершили выступление | завершили выступление | завершили выступление | завершили выступление |
| парный разряд    | Жо-Вильфрид Тсонга Гаэль Монфис (4) | не проводится                 | USAБ. Бейкер / Р. Рам П 1:6, 4:6     | завершили выступление | завершили выступление | завершили выступление | завершили выступление | завершили выступление |

Женщины
| Соревнование     | Спортсмены                             | 1/32 финала                   | 1/16 финала                            | 1/8 финала            | Четвертьфинал         | Полуфинал             | Финал                 | Место                 |
| Соревнование     | Спортсмены                             | Соперник Результат            | Соперник Результат                     | Соперник Результат    | Соперник Результат    | Соперник Результат    | Соперник Результат    | Место                 |
| ---------------- | -------------------------------------- | ----------------------------- | -------------------------------------- | --------------------- | --------------------- | --------------------- | --------------------- | --------------------- |
| одиночный разряд | Ализе Корне                            | SWEЮ. Ларссон В 6:1, 2:6, 6:3 | USAС. Уильямс (1) П 65:7, 2:6          | завершила выступление | завершила выступление | завершила выступление | завершила выступление | завершила выступление |
| одиночный разряд | Каролин Гарсия                         | BRAТ. Перейра В 6:1, 6:2      | GBRЙ. Конта (10) П 2:6, 3:6            | завершила выступление | завершила выступление | завершила выступление | завершила выступление | завершила выступление |
| одиночный разряд | Кристина Младенович                    | SRBА. Крунич В 6:1, 6:4       | USAМ. Киз (7) П 5:7, 7:64, 65:7        | завершила выступление | завершила выступление | завершила выступление | завершила выступление | завершила выступление |
| парный разряд    | Каролин Гарсия (2) Кристина Младенович | не проводится                 | JPNМ. Дои / Э. Ходзуми П 0:6, 6:0, 4:6 | завершили выступление | завершили выступление | завершили выступление | завершили выступление | завершили выступление |

### Триатлон
Соревнования по триатлону пройдут на территории форта Копакабана. Дистанция состоит из 3-х этапов — плавание (1,5 км), велоспорт (43 км), бег (10 км).
Мужчины
| Соревнование              | Спортсмены     | Плавание | Смена | Велоспорт | Смена | Бег | Итоговое время | Место | Отставание |
| ------------------------- | -------------- | -------- | ----- | --------- | ----- | --- | -------------- | ----- | ---------- |
| индивидуальное первенство | Дорьян Конинкс |          |       |           |       |     |                |       |            |
| индивидуальное первенство | Пьер Ле Кор    |          |       |           |       |     |                |       |            |
| индивидуальное первенство | Винсен Луис    |          |       |           |       |     |                |       |            |

Женщины
| Соревнование              | Спортсмены    | Плавание | Смена | Велоспорт | Смена | Бег | Итоговое время | Место | Отставание |
| ------------------------- | ------------- | -------- | ----- | --------- | ----- | --- | -------------- | ----- | ---------- |
| индивидуальное первенство | Эмми Шарейрон |          |       |           |       |     |                |       |            |

### Тхэквондо
Соревнования по тхэквондо проходят по системе с выбыванием. Для победы в турнире спортсмену необходимо одержать 4 победы. Тхэквондисты, проигравшие по ходу соревнований будущим финалистам, принимают участие в утешительном турнире за две бронзовые медали.
Мужчины
| Категория   | Спортсмены | Первый раунд       | Четвертьфинал      | Полуфинал          | Финал              | Место |
| Категория   | Спортсмены | Соперник Результат | Соперник Результат | Соперник Результат | Соперник Результат | Место |
| ----------- | ---------- | ------------------ | ------------------ | ------------------ | ------------------ | ----- |
| свыше 80 кг |            |                    |                    |                    |                    |       |

Женщины
| Категория   | Спортсмены | Первый раунд       | Четвертьфинал      | Полуфинал          | Финал              | Место |
| Категория   | Спортсмены | Соперник Результат | Соперник Результат | Соперник Результат | Соперник Результат | Место |
| ----------- | ---------- | ------------------ | ------------------ | ------------------ | ------------------ | ----- |
| до 49 кг    |            |                    |                    |                    |                    |       |
| до 67 кг    |            |                    |                    |                    |                    |       |
| свыше 67 кг |            |                    |                    |                    |                    |       |

### Тяжёлая атлетика
Каждый НОК самостоятельно выбирает категорию в которой выступит её тяжелоатлет. В рамках соревнований проводятся два упражнения - рывок и толчок. В каждом из упражнений спортсмену даётся 3 попытки. Победитель определяется по сумме двух упражнений. При равенстве результатов победа присуждается спортсмену, с меньшим собственным весом.
Мужчины
| Категория | Спортсмены      | Вес   | Рывок | Рывок | Рывок | Толчок | Толчок | Толчок | Всего | Место |
| Категория | Спортсмены      | Вес   | 1     | 2     | 3     | 1      | 2      | 3      | Всего | Место |
| --------- | --------------- | ----- | ----- | ----- | ----- | ------ | ------ | ------ | ----- | ----- |
| до 69 кг  | Бернарден Матам | 68,71 | 140   | 144   | 144   | 175    | 180    | 182    | 320   | 7     |
|           |                 |       |       |       |       |        |        |        |       |       |
|           |                 |       |       |       |       |        |        |        |       |       |

Женщины
| Категория | Спортсмены | Вес | Рывок | Рывок | Рывок | Толчок | Толчок | Толчок | Всего | Место |
| Категория | Спортсмены | Вес | 1     | 2     | 3     | 1      | 2      | 3      | Всего | Место |
| --------- | ---------- | --- | ----- | ----- | ----- | ------ | ------ | ------ | ----- | ----- |
|           |            |     |       |       |       |        |        |        |       |       |

### Фехтование
В индивидуальных соревнованиях спортсмены сражаются три раунда по три минуты, либо до того момента, как один из спортсменов нанесёт 15 уколов. В командных соревнованиях поединок идёт 9 раундов по 3 минуты каждый, либо до 45 уколов. Если по окончании времени в поединке зафиксирован ничейный результат, то назначается дополнительная минута до «золотого» укола.
Мужчины
| Соревнование          | Спортсмены                                                   | 1/32 финала        | 1/16 финала                | 1/8 финала                  | Четвертьфинал              | Полуфинал              | Финал                      | Место |
| Соревнование          | Спортсмены                                                   | Соперник Результат | Соперник Результат         | Соперник Результат          | Соперник Результат         | Соперник Результат     | Соперник Результат         | Место |
| --------------------- | ------------------------------------------------------------ | ------------------ | -------------------------- | --------------------------- | -------------------------- | ---------------------- | -------------------------- | ----- |
| индивидуальная шпага  | Готье Грюмье (1)                                             | не участвовал      | BRAА. Швантес (32) В 15:7  | EGYА. Файез (16) В 15:9     | JPNК. Минобэ (9) В 15:8    | HUNГ. Имре (4) П 13:15 | За 3-е место               | 3     |
| индивидуальная шпага  | Готье Грюмье (1)                                             | не участвовал      | BRAА. Швантес (32) В 15:7  | EGYА. Файез (16) В 15:9     | JPNК. Минобэ (9) В 15:8    | HUNГ. Имре (4) П 13:15 | SUIБ. Штеффен (14) В 15:11 | 3     |
| индивидуальная шпага  | Янник Борель (6)                                             | не участвовал      | HUNА. Редли (27) В 15:9    | SUIФ. Каутер (11) В 15:14   | SUIБ. Штеффен (14) П 10:15 | завершил выступление   | завершил выступление       | 5     |
| индивидуальная шпага  | Даниэль Жеран (5)                                            | не участвовал      | VENФ. Лимардо (28) П 14:15 | завершил выступление        | завершил выступление       | завершил выступление   | завершил выступление       | 17    |
| командная шпага       | Янник Борель Готье Грюмье Даниэль Жеран                      | не проводится      | не проводится              |                             |                            |                        |                            |       |
| индивидуальная рапира | Эрванн Ле Пешу (14)                                          | не участвовал      | CHNЛэй Шэн (19) В 15:9     | USAГ. Мейнхардт (3) П 14:15 | завершил выступление       | завершил выступление   | завершил выступление       | 13    |
| индивидуальная рапира | Жереми Кадо (11)                                             | не участвовал      | ITAА. Кассара (22) П 14:15 | завершил выступление        | завершил выступление       | завершил выступление   | завершил выступление       | 18    |
| индивидуальная рапира | Энцо Лефор (23)                                              | не участвовал      | GERП. Йоппих (10) П 13:15  | завершил выступление        | завершил выступление       | завершил выступление   | завершил выступление       | 24    |
| командная рапира      | Жереми Кадо Эрванн Ле Пешу Энцо Лефор Жан-Поль Тони Элиссе F | не проводится      | не проводится              | не проводится               | Китай · В 45:42            | Италия · В 45:30       | Россия · П 41:45           | 2     |
| индивидуальная сабля  | Венсан Анстетт (6)                                           | не проводится      | JPNК. Токунан (27) В 15:13 | VIEВу Тхань Ан (22) В 15:8  | IRIМ. Абедини (14) П 13:15 | завершил выступление   | завершил выступление       | 6     |

Женщины
| Соревнование          | Спортсмены                                      | 1/32 финала                     | 1/16 финала                | 1/8 финала                    | Четвертьфинал                 | Полуфинал                 | Финал                     | Место |
| Соревнование          | Спортсмены                                      | Соперник Результат              | Соперник Результат         | Соперник Результат            | Соперник Результат            | Соперник Результат        | Соперник Результат        | Место |
| --------------------- | ----------------------------------------------- | ------------------------------- | -------------------------- | ----------------------------- | ----------------------------- | ------------------------- | ------------------------- | ----- |
| индивидуальная шпага  | Лоран Ремби (26)                                | не участвовала                  | ROUС. Герман (7) В 13:10   | UKRЕ. Кривицкая (23) В 9:7    | BRAН. Мёльхаузен (18) В 15:12 | HUNЭ. Сас (6) П 6:10      | За 3-е место              | 4     |
| индивидуальная шпага  | Лоран Ремби (26)                                | не участвовала                  | ROUС. Герман (7) В 13:10   | UKRЕ. Кривицкая (23) В 9:7    | BRAН. Мёльхаузен (18) В 15:12 | HUNЭ. Сас (6) П 6:10      | CHNСунь Ивэнь (8) П 13:15 | 4     |
| индивидуальная шпага  | Мари-Флоранс Кандассами (31)                    | BRAА. Симеан (34) В 15:6        | CHNСюй Аньци (2) В 15:8    | BRAН. Мёльхаузен (18) П 12:15 | завершила выступление         | завершила выступление     | завершила выступление     | 16    |
| индивидуальная шпага  | Орьян Малло (28)                                | VIEНгуен Тхи Ню Хоа (37) В 15:7 | ROUА.М. Попеску (5) П 8:15 | завершила выступление         | завершила выступление         | завершила выступление     | завершила выступление     | 30    |
| командная шпага       | Мари-Флоранс Кандассами Орьян Малло Лоран Ремби | не проводится                   | не проводится              |                               |                               |                           |                           |       |
| индивидуальная рапира | Изаора Тибюс (6)                                | не участвовала                  | TURИ. Карамете (27) В 15:6 | CHNЛэ Хуэйлинь (11) В 15:13   | RUSА. Шанаева (3) П 13:15     | завершила выступление     | завершила выступление     | 5     |
| индивидуальная рапира | Астрид Гюйар (10)                               | не участвовала                  | UKRО. Лелейко (23) В 15:9  | USAН. Прескод (7) В 14:11     | RUSИ. Дериглазова (2) П 6:15  | завершила выступление     | завершила выступление     | 6     |
| индивидуальная сабля  | Манон Брюне (20)                                | не участвовала                  | KORХван Сон А (13) В 15:11 | HUNА. Мартон (4) В 15:12      | TUNАзза Бесбес (12) В 15:14   | RUSС. Великая (1) П 14:15 | За 3-е место              | 4     |
| индивидуальная сабля  | Манон Брюне (20)                                | не участвовала                  | KORХван Сон А (13) В 15:11 | HUNА. Мартон (4) В 15:12      | TUNАзза Бесбес (12) В 15:14   | RUSС. Великая (1) П 14:15 | UKRО. Харлан (2) П 10:15  | 4     |
| индивидуальная сабля  | Сесилия Бердер (9)                              | не участвовала                  | ARGМ.Б. Перес (24) В 15:6  | USAИ. Мухаммад (8) В 15:12    | RUSС. Великая (1) П 10:15     | завершила выступление     | завершила выступление     | 5     |
| индивидуальная сабля  | Шарлотта Лембах (17)                            | не участвовала                  | ITAИ. Векки (16) В 15:11   | RUSС. Великая (1) П 14:15     | завершила выступление         | завершила выступление     | завершила выступление     | 14    |
| командная сабля       | Сесилия Бердер Манон Брюне Шарлотта Лембах      | не проводится                   | не проводится              | не проводится                 |                               |                           |                           |       |

### Футбол

#### Женщины
Женская сборная Франции квалифицировалась на Игры, войдя в число двух сильнейших европейских сборных по итогам чемпионата мира 2015 года.
Состав
Результат
Групповой этап (Группа G)
| М | Команда        | И | В | Н | П | Мячи  | ±  | О |
| - | -------------- | - | - | - | - | ----- | -- | - |
| 1 | США            | 3 | 2 | 1 | 0 | 5 − 2 | +3 | 7 |
| 2 | Франция        | 3 | 2 | 0 | 1 | 7 − 1 | +6 | 6 |
| 3 | Новая Зеландия | 3 | 1 | 0 | 2 | 1 − 5 | −4 | 3 |
| 4 | Колумбия       | 3 | 0 | 1 | 2 | 2 − 7 | −5 | 1 |

| 3 августа 2016 22:00 UTC-3                               | \| Франция \| 4:0 (3:0) Отчёт \| Колумбия \| \| Ариас 4′ (авт.) · Ле Соммер 14′ · Абили 42′ · Маджри 82′ \| Голы \| \| | Стадион: Минейран, Белу-Оризонти Зрителей: 6847 Судья: Ри Хян Ок |
| Франция                                                  | 4:0 (3:0) Отчёт | Колумбия                                                         |
| Ариас 4′ (авт.) · Ле Соммер 14′ · Абили 42′ · Маджри 82′ | Голы |                                                                  |

| 6 августа 2016 17:00 UTC-3 | \| США \| 1:0 (0:0) Отчёт \| Франция \| \| Ллойд 63′ \| Голы \| \| | Стадион: Минейран, Белу-Оризонти Зрителей: 11 782 Судья: Клаудия Умпьеррес |
| США                        | 1:0 (0:0) Отчёт                                                    | Франция                                                                    |
| Ллойд 63′                  | Голы                                                               |                                                                            |

| 9 августа 2016 19:00 UTC-3 | \| Новая Зеландия \| 0:3 (0:1) Отчёт \| Франция \| \| \| Голы \| Эжени ле Соммер 38′ · Луиза Несиб 63′, 90+2′ (пен.) \| | Стадион: Фонте-Нова, Салвадор Зрителей: 7530 Судья: Лусила Венегас |
| Новая Зеландия             | 0:3 (0:1) Отчёт | Франция                                                            |
|                            | Голы | Эжени ле Соммер 38′ · Луиза Несиб 63′, 90+2′ (пен.)                |